# Viejo Oeste

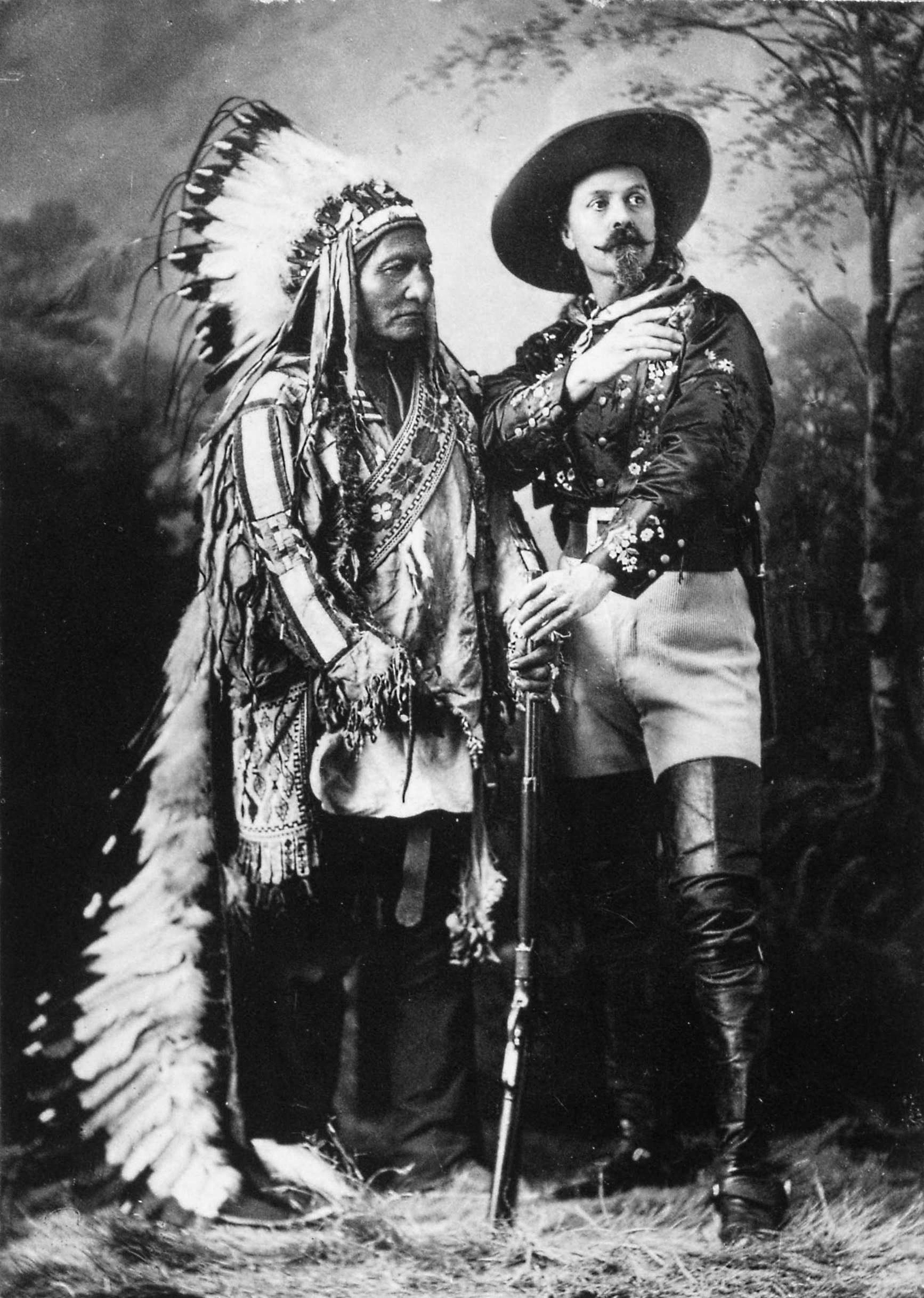
El siux Toro Sentado (1831-1890) y el cazador de bisontes Buffalo Bill (1845-1917), reconocidos personajes del popularmente llamado «viejo Oeste» de los Estados Unidos.

Viejo Oeste, antiguo Oeste, salvaje Oeste, lejano Oeste o la Frontera (en inglés Old West, Wild West, Far West o The Frontier) son los términos con que se denomina popularmente a los hechos históricos (con sus personajes protagonistas) que tuvieron lugar entre el siglo XIX y principios del siglo XX durante la expansión de la frontera de los Estados Unidos hacia la costa del océano Pacífico. Aunque la colonización del territorio comenzó en el siglo XVI con la llegada de los primeros europeos, principalmente españoles, el objetivo de alcanzar la costa oeste se debió principalmente a la iniciativa gubernamental del presidente Thomas Jefferson, tras la compra de Luisiana en 1803. La expansión de la frontera fue considerada como una búsqueda de oportunidades y progreso para la burguesía blanca y los desposeídos.
Esta incesante y prolongada migración de personas hacia el oeste desplazó culturas ancestrales y oprimió a pueblos originarios del subcontinente norteamericano. En contraste, el período suscitó importantes avances en la industria, las comunicaciones y la agricultura, a costa en muchos casos de una intensa explotación de los recursos humanos y naturales.
Estos eventos históricos, origen de un mito nacional en los Estados Unidos (conocido como «Mito de la Frontera»), inspirado en la llamada Doctrina del destino manifiesto, han sido recreados por diversas manifestaciones del arte, agrupadas bajo el género wéstern. Este género narra historias de cowboys, pioneros, amerindios, gambusinos, empresarios, etc.; historias de gentes de variada condición que emprendieron la aventura del oeste con la esperanza de alcanzar el éxito personal, pero que acabaron, no pocas veces, enfrentadas a la justicia o a la fatalidad del destino. Los estudios actuales consideran que detrás de esta mitificación se esconde una realidad más compleja, por lo que se tiende a replantear el papel de todos los actores que participaron en aquella coyuntura social, económica y cultural que fue la frontera estadounidense en el siglo XIX y principios del siglo XX.

## La frontera en la historia estadounidense

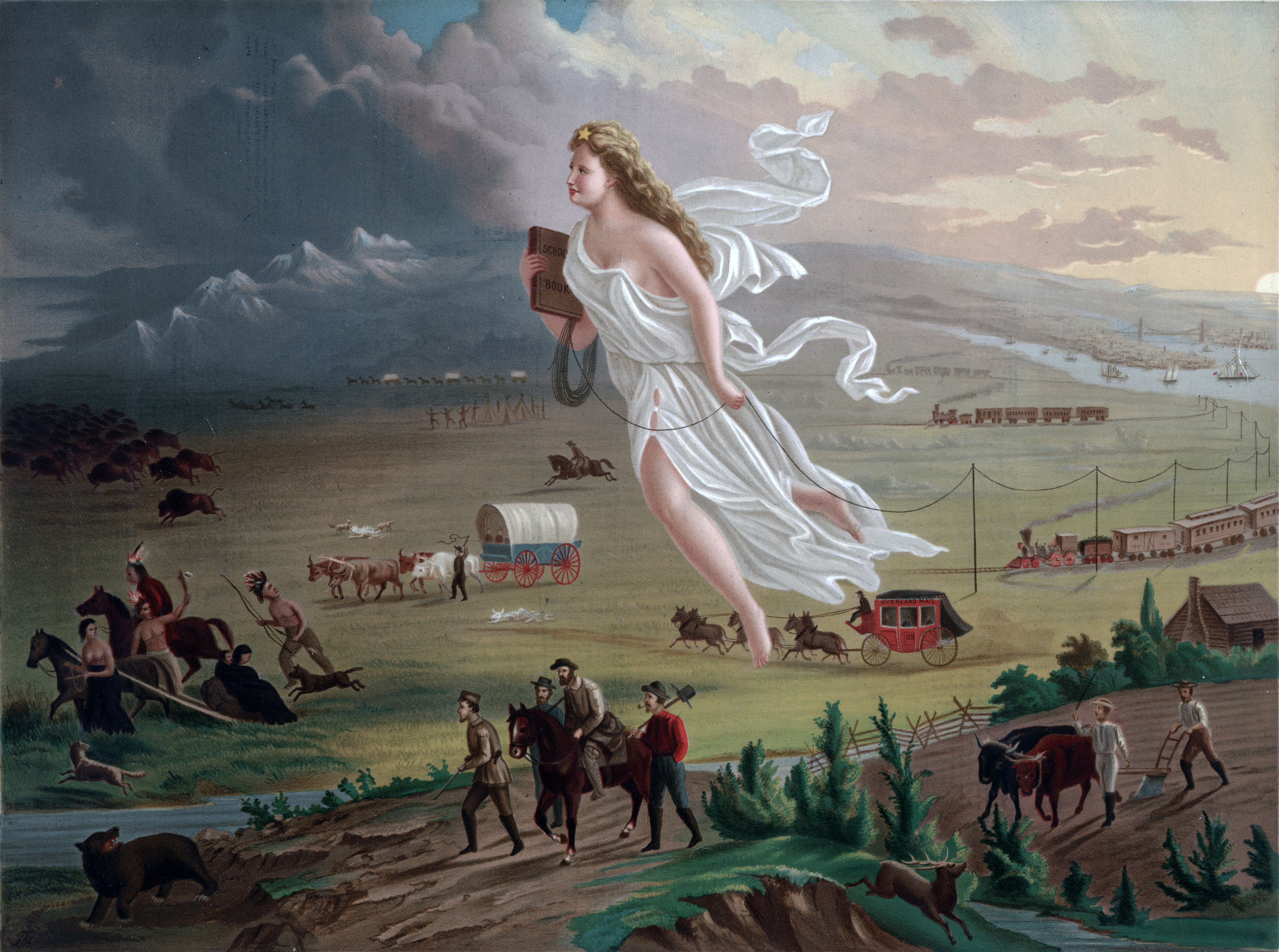
American Progress (1872), de John Gast. Nótese cómo animales salvajes y nativos huyen ante el avance de pioneros, ferrocarril, agricultores, etcétera, acompañados estos de Columbia, alegoría estadounidense, que cubre el territorio con líneas telegráficas.

La «frontera» es un concepto que, en la historia de los Estados Unidos, hace alusión al avance y la búsqueda de oportunidades dentro de un territorio desconocido. En palabras de un autor moderno:

La frontera es aquel lugar donde la civilización puede avanzar a costa de lo salvaje. Es una delgada línea geográfica donde lo viejo y lo nuevo, lo conocido y lo desconocido se encuentran y se ponen límites.

A principios del siglo XIX, el Oeste era considerado un territorio salvaje e inhóspito, con escasas posibilidades de ser habitado. En esta opinión no influía el hecho de que los pueblos amerindios llevaban varios milenios viviendo en él. El avance del «Este civilizado» sobre el «Oeste salvaje» fue el encuentro y el choque entre dos mundos excluyentes. La apropiación de territorios y el desplazamiento de los nativos se justificó con la doctrina del «destino manifiesto», una ideología que afirmaba que todos estos sucesos eran parte de un plan divino previsto para Norteamérica y el mundo. En 1825, un político de Misuri llamado Thomas Hart Benton defendió la colonización alegando que su propósito era llevar a todos los pueblos «grandes y maravillosos beneficios a través de la ciencia, los principios liberales de gobierno y la verdadera religión». En 1893, una vez pasado el período de expansión, Frederick Jackson Turner presentó su tesis «Significado de la frontera en la historia de los Estados Unidos», más conocida como Tesis de la Frontera (Frontier Thesis) o Tesis de Turner (Turner Thesis). En ella destacó la mezcla y fusión de razas, el logro de la solidaridad entre las distintas regiones, la acción del gobierno al impulsar las comunicaciones y la creación de una personalidad nacional. Lo más importante, sin embargo, fue:

…la promoción de la democracia aquí y en Europa (…) el individualismo desde el comienzo ha promovido la democracia (…) significa el triunfo de la frontera con todos sus buenos y malos derroteros.

Con el tiempo, la frontera se convirtió en un mito en los Estados Unidos. Todo lo acontecido en el oeste —bueno o malo— sirvió para forjar la personalidad del país a través de valores como la búsqueda de oportunidades, la aplicación de soluciones prácticas, la actitud enérgica ante las dificultades, la capacidad de innovación y el esfuerzo orientado al progreso. En definitiva:

…un escape y un lugar de esperanza para aquellos dispuestos y capaces de tomar el futuro en sus propias manos.

## Eventos en la expansión del territorio estadounidense en el sigloXIX

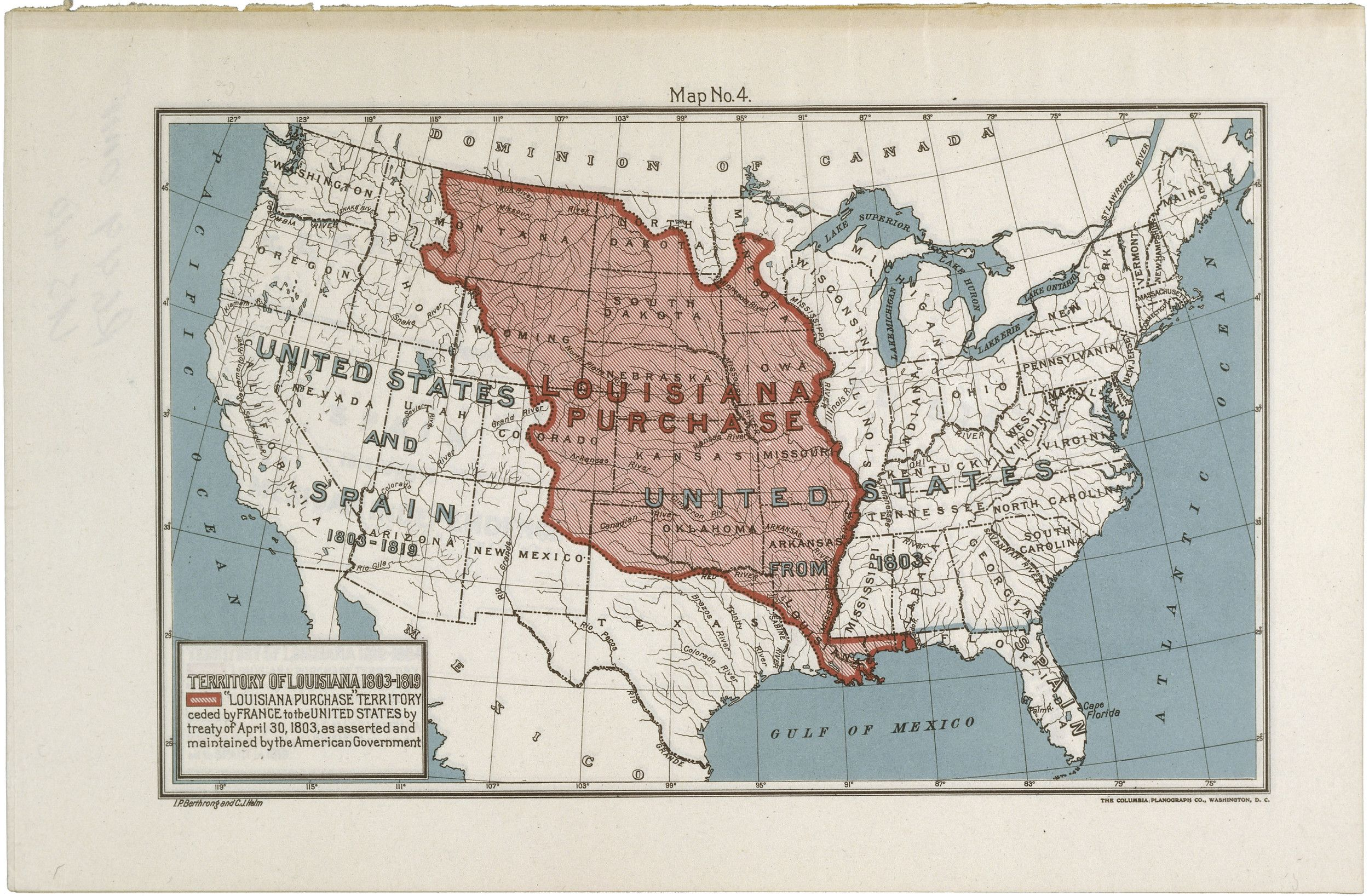
La compra del Territorio de la Luisiana.

La expansión de la frontera estadounidense fue posible gracias a una serie de acontecimientos políticos, civiles y militares que acaecieron durante el siglo XIX. Algunos tuvieron respaldo gubernamental. Otros, por el contrario, nacieron de la iniciativa individual.

### Compra de la Luisiana y expedición de Lewis y Clark
A comienzos del siglo XIX el río Misisipi era la frontera occidental de los Estados Unidos. El territorio que había más allá pertenecía a Francia que, a su vez, lo había adquirido de España. El río Misisipi era de vital importancia para los granjeros al oeste de las montañas Apalaches y el puerto de Nueva Orleans tenía mucha importancia comercial. Ante la imposibilidad de mantener tan vasto territorio, el gobierno francés de Napoleón Bonaparte ordenó la venta de la Luisiana a los Estados Unidos por 15 millones de dólares. Tal negociación se llevó a cabo el 30 de abril de 1803. Estados Unidos lo compró por razones estratégicas y de esta forma dobló su territorio de forma súbita. Al mismo tiempo, comenzó la aventura del Oeste pues había que tomar posesión efectiva del nuevo territorio. Bajo la iniciativa del entonces presidente Thomas Jefferson se dio el primer paso para explorar el territorio y, con este fin, organizó una expedición para llegar a la desembocadura del río Columbia. Esta misión de reconocimiento se le encomendó al capitán Meriwether Lewis quien a su vez invitó al teniente William Clark y por eso se conoce como Expedición de Lewis y Clark. También se pretendía recoger información acerca del número de españoles, franceses y amerindios que habitaban la zona, trazar rutas fluviales y otras importantes circunstancias. Además favoreció la adquisición del territorio de Oregón. Más tarde, en 1819, el gobierno organizó una exploración para hacer un estudio del terreno. Este encargo le fue dado a Stephen Harriman Long, que emitió un informe desfavorable sobre la habitabilidad de estas tierras. Esta idea se mantuvo durante casi veinte años.

### Anexión de Texas
A principios de los años 1820, comenzaron a llegar a la región de Texas numerosos pioneros encabezados por el abogado Stephen Austin.
Durante años, la región acogió una continua inmigración procedente de los Estados Unidos. En 1824, sin embargo, Texas pasó a formar parte de la república mexicana. La población y el gobierno de Texas querían la autonomía y la situación desembocó en un conflicto armado que se decidió en la batalla del Álamo y en la decisiva batalla de San Jacinto. En mayo de 1836, se firmó el tratado de Velasco que reconoció la independencia de Texas. Dos años después, en 1838, Sam Houston (entonces presidente de la república texana), propuso al gobierno de los Estados Unidos la anexión. Sin embargo, dado que el nuevo estado estaba bajo la línea del Compromiso de Misuri y su incorporación daba ventaja a los estados esclavistas, la anexión se pospuso hasta 1845.

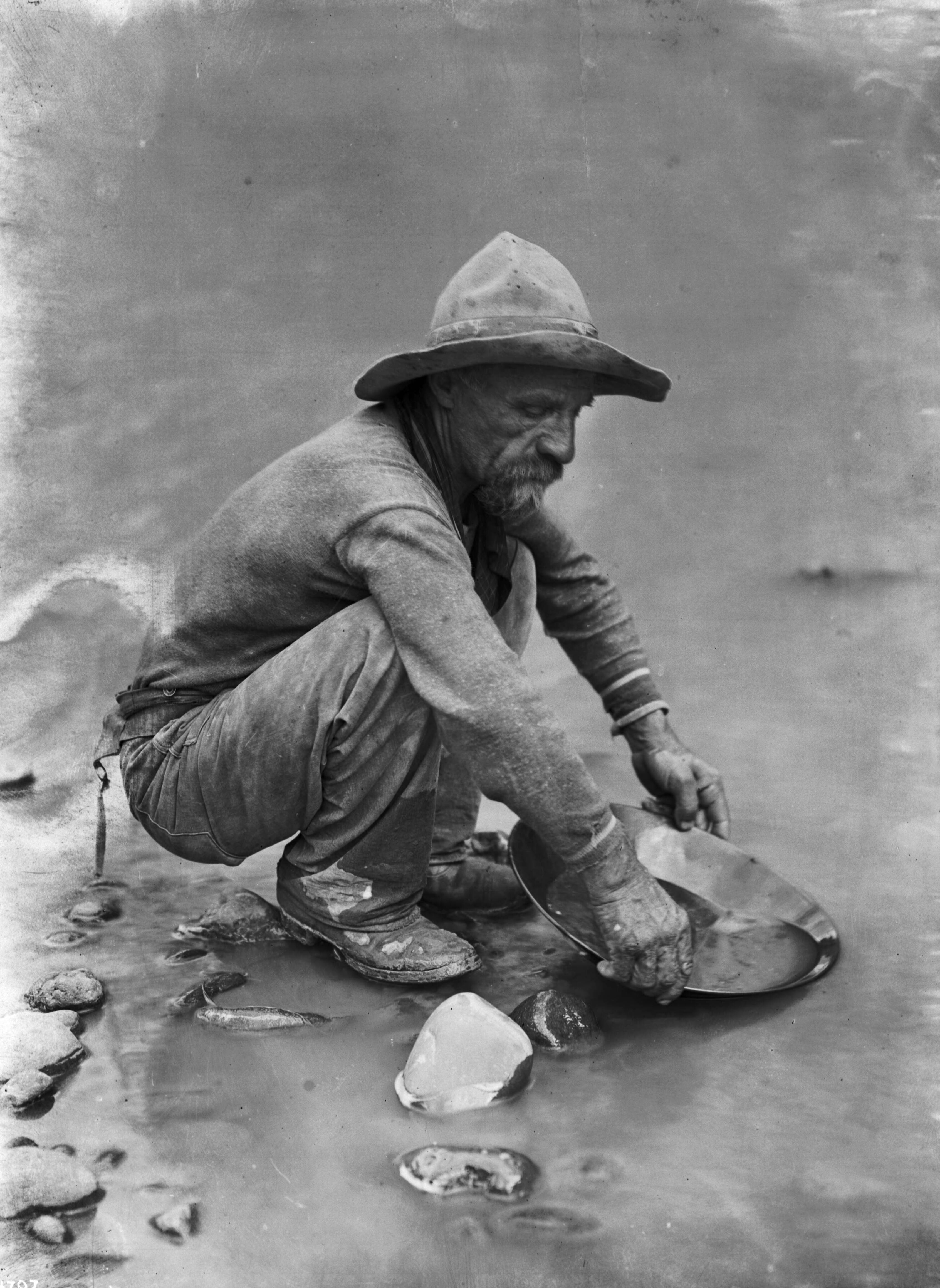
Imagen de un gambusino en California.

### Guerra contra México
Los límites fronterizos de la región de Texas acabaron por desatar otro conflicto armado. Estados Unidos declaró la guerra a México el 13 de mayo de 1846. Muchos de los partidarios de la contienda profesaban la doctrina del «destino manifiesto» y su intención era conquistar México para expandir el ideario estadounidense. Para otros, la guerra no era nada más que un acto de latrocinio y una agresión innecesaria. El conflicto duró tres años, tras los cuales México perdió la guerra. El tratado de Guadalupe Hidalgo, firmado el 2 de febrero de 1848, reconoció la soberanía estadounidense sobre California y Nuevo México y se estableció el río Bravo como nuevo límite fronterizo.

### Fiebre del oro
A principios de 1848, se difundió la noticia del descubrimiento de oro en los terrenos de John Sutter, en California. Al año siguiente, en 1849, alrededor de 80 000 «buscafortunas», conocidos como forty-niners por causa del año, llegaron a la zona en busca del preciado metal. Entre ellos no sólo había estadounidenses, sino también mexicanos, españoles, chinos e ingleses. Esto provocó en el lugar una mezcolanza de culturas que contribuyó de manera decisiva a la formación del Estado de California. Uno de los aspectos más atractivos para los prospectors o mineros fue el ambiente de libertad que se respiraba. A pesar de las noticias que hablaban de la obtención de fáciles riquezas, muy pocos hicieron fortuna con la minería. Hubo, eso sí, explotaciones de oro y plata en Oregón, Nevada, Wyoming, Montana y Colorado; y también era importante la extracción de plomo, zinc y cobre.

## Actores principales de la expansión de la frontera estadounidense
En el avance de la frontera estadounidense participaron numerosos actores que jugaron un importante papel en aquellos acontecimientos. Muchos de ellos han sido representados por el género western.

### Indígenas

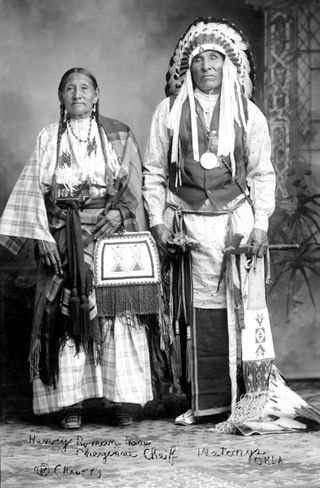
Fotografía del cheyenne Henry Roman Nose y su esposa.

Se estima que los antecesores de las etnias indígenas empezaron a vivir en Norteamérica hace unos 30 000 años. A lo largo de su historia, estas tribus lograron diferentes grados de organización. Uno de los más complejos fue la Confederación Iroquesa, constituida en el siglo XII[cita requerida] por las tribus que habitaban la región de los Grandes Lagos. Según algunos autores, los Estados Unidos se basaron en esta conferencia para promulgar su sistema federal.
La llegada de los europeos en el siglo XVI rompió el equilibrio natural de estos pueblos. La explotación indiscriminada de recursos y la propagación de enfermedades, —entre otros factores—, redujeron drásticamente la población nativa.

…parecía que esos europeos odiaban todo en la naturaleza – los bosques, pájaros, animales, las hojas de hierba, el agua, el suelo y el mismo aire.

Desde finales del siglo XVIII, el congreso del nuevo estado comenzó el trato oficial con estos pueblos. Entre 1778 y 1871 se firmaron más de 300 tratados, contando comités de negociación y nombramientos de agentes para asuntos indígenas. Durante el siguiente siglo, comenzó la apropiación de los territorios al oeste de las montañas Apalaches, al tiempo que se redactaban disposiciones legales acerca de los nuevos territorios. En 1815 se prohibió a todas las tribus ceder tierras a otros estados. En 1823 se creó la Oficina de asuntos indígenas. En 1830, se ordenó por ley (Indian Removal Act), el desplazamiento de todos los amerindios sureños hacia el oeste del río Misisipi a una zona que se llamó «Territorio Indio» y que fue el primer precedente del futuro sistema de reservas indias. Según la ley, ninguna persona de piel blanca podía asentarse en esas tierras. Sin embargo, los problemas se dieron entre los mismos aborígenes al tener que convivir con los pueblos amerindios venidos del este.
En 1851 se firmó el primero de los tratados del fuerte Laramie. Este fuerte había surgido para defender las rutas de los pioneros que atravesaban las grandes llanuras camino de Oregón y Utah, invadiendo de paso territorios pertenecientes a los amerindios. Para asegurar el libre paso de las caravanas, comisionados del Gobierno se reunieron a negociar con representantes de las naciones siux, cheyenne, arapaho, crow, arikara, assiniboine y gros ventre. Las tribus se comprometieron a no hostigar el paso de las caravanas. A cambio reconoció a perpetuidad su derecho sobre esas tierras y se comprometió a dar compensaciones. Con el advenimiento de la Guerra de Secesión, el gobierno federal intentó adueñarse de los territorios del oeste, para lo cual envió al ejército. Esto provocó la persecución de los nativos y la apropiación desmesurada de sus tierras. Cuando el ejército se retiró, estas zonas fueron ocupadas por las milicias de voluntarios. Estos hechos serían el preludio de las llamadas «Guerras Indias», que acaecieron durante los años 1870 y 1880.
El exterminio del búfalo, alentado por el Gobierno, causó el deterioro de las naciones de las grandes llanuras. Se calcula que entre 1872 y 1874 fueron aniquilados cuatro millones de estos animales. Al final de la década, los animales muertos llegaban a treinta millones, quedando menos de mil ejemplares sobrevivientes.
Los conflictos con los indios se sucedieron durante el siglo XIX e involucraron a la mayoría de etnias. Los más importantes fueron la alianza de Tecumseh, la guerra de Black Hawk, el sendero de lágrimas, las guerras contra los navajos y los apaches en Nuevo México y Arizona y contra los cheyennes y arapaho en Colorado. Hubo otros destacados conflictos como la guerra de Red Cloud en el territorio del río Powder, la resistencia de los modoc en California, la guerra del oro de las montañas sagradas de Black Hills, donde acaeció la batalla de Little Big Horn, etc. En 1890, los nativos —ya muy mermados— recibieron a través de una «Danza de los espíritus» una profecía que anunciaba el retorno de las antiguas costumbres. En diciembre de ese mismo año acaeció la masacre de Wounded Knee, que algunos autores establecen como el final de las «Guerras Indias».
Con la muerte de los principales jefes como Caballo Loco y Toro Sentado, se consideró a los nativos como una raza en extinción. A los sobrevivientes se les aplicó las políticas de asimilación. Al final de la centuria, el culto al peyote apareció como una nueva religión alternativa.

### Pioneros

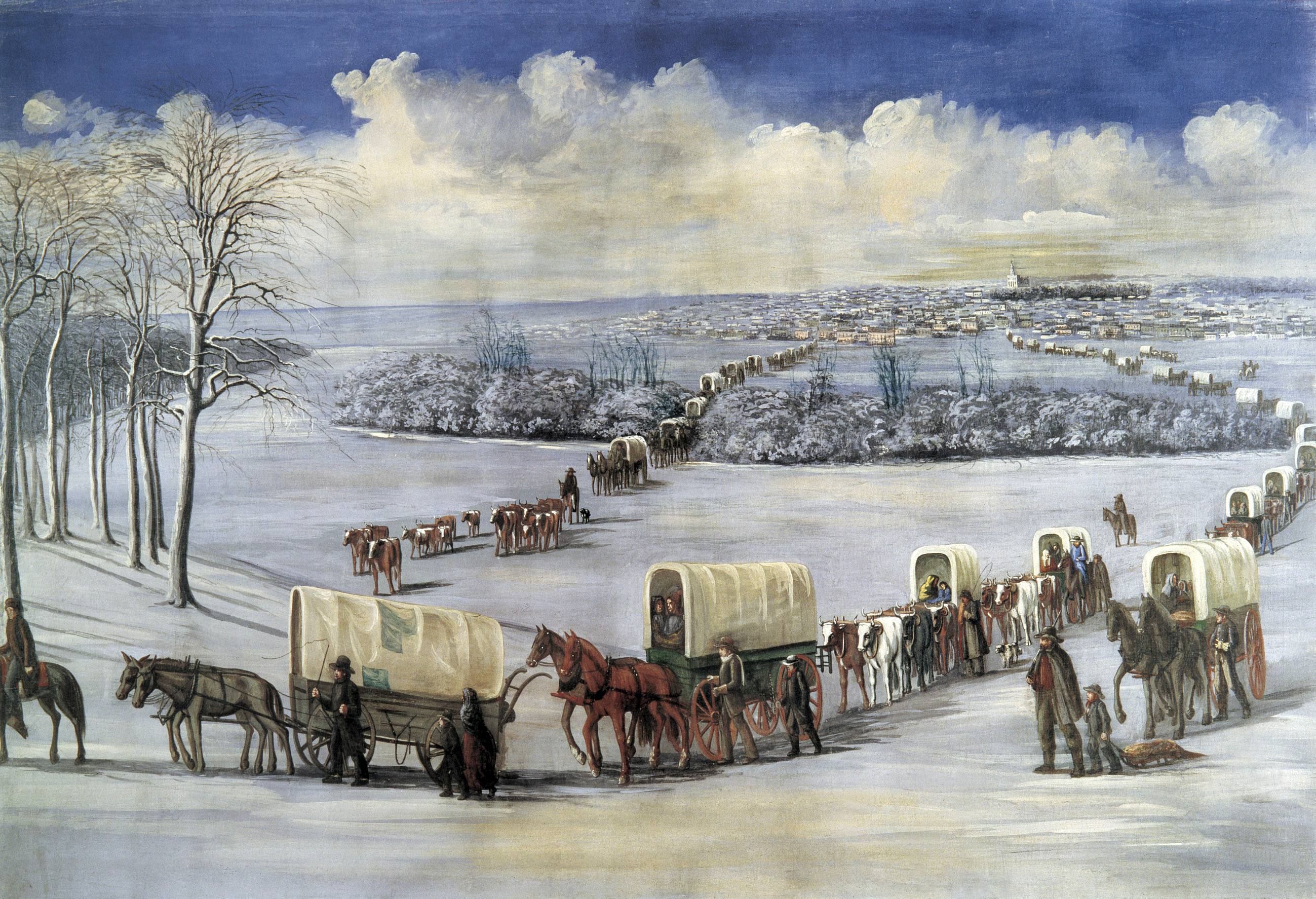
Crossing the Mississippi on the ice (‘el cruce del Misisipi sobre el hielo’), de C. C. A. Christensen.

La adquisición del territorio de Luisiana abrió un horizonte desconocido para los habitantes del este del país. La escasez de tierras, las depresiones económicas y la necesidad de oportunidades animaron a muchos a emigrar al oeste. La presencia de los amerindios no inquietaba, pues muchos pensaban que no eran más que salvajes. Los llamados «pioneros» se dirigían principalmente hacia la región de Texas, al sur, o a la de Oregón al norte. El camino que llevaba a este último territorio se llamaba de hecho, la «Ruta de Oregón» (Oregon Trail), y había sido en parte trazado por el español Manuel Lisa. Otra ruta que alcanzó gran prominencia por el intercambio comercial, también de origen colonial español, fue el camino de Santa Fe.
La mayoría de los pioneros comenzaba su viaje en San Luis. Era una travesía dura y llena de contratiempos, expuesta a enfermedades como la disentería y el cólera, habitual en los emigrantes y que mató a muchos durante el camino. El medio más habitual de transporte eran las conocidas carretas o covered wagons, llamadas popularmente schooners, que eran tiradas por bueyes o mulas. Los trayectos se realizaban en caravanas (wagon trains), formadas en ocasiones por más de 1000 personas. En general, la migración no era un esfuerzo individual, sino comunitario.
En 1845, alrededor de 3000 personas atravesaron las rutas de Oregón y California. En los siguientes dos años, más de 5000 pioneros mormones se dirigieron al territorio del Gran Lago Salado.
Esta comunidad —a diferencia de la gran mayoría de emigrantes—, logró fortalecerse económicamente por medio de una autoridad centralizada y un fuerte sentido grupal. Hacia 1862, el congreso aprobó una ley por la cual cualquier ciudadano podía adquirir 160 acres de tierra pública por 10 dólares (Homestead Act). Después de la guerra civil, mucha gente se desplazó a las praderas (conocidas entonces como «el gran desierto estadounidense») para convertirse en granjeros. Estos pobladores fueron conocidos como homesteaders. Se estima que había entre ellos un cuarto de millón de viudas, solteras y gente de otras culturas. Con esta colonización masiva, la región de las praderas cambió las altas hierbas por cultivos y granjas con animales. Con el tiempo se convirtió en una de las zonas agrícolas más importantes del mundo. En California y otras partes del Oeste se desarrolló la agricultura a gran escala, conocida como agribusiness. En los años 1880, el trigo era el cultivo más desarrollado. Al final de la década se comenzaron a utilizar tractores a vapor y máquinas segadoras. Finalizando el siglo, este cultivo decayó, dando paso a las frutas de temporada donde trabajaban gente de origen chino y luego de otras nacionalidades como japoneses, indios y/o mexicanos. Entre los años 1889 y 1890, hubo una importante colonización en Oklahoma, con el llamado Oklahoma land rush.

### Representantes de la autoridad y vigilantes

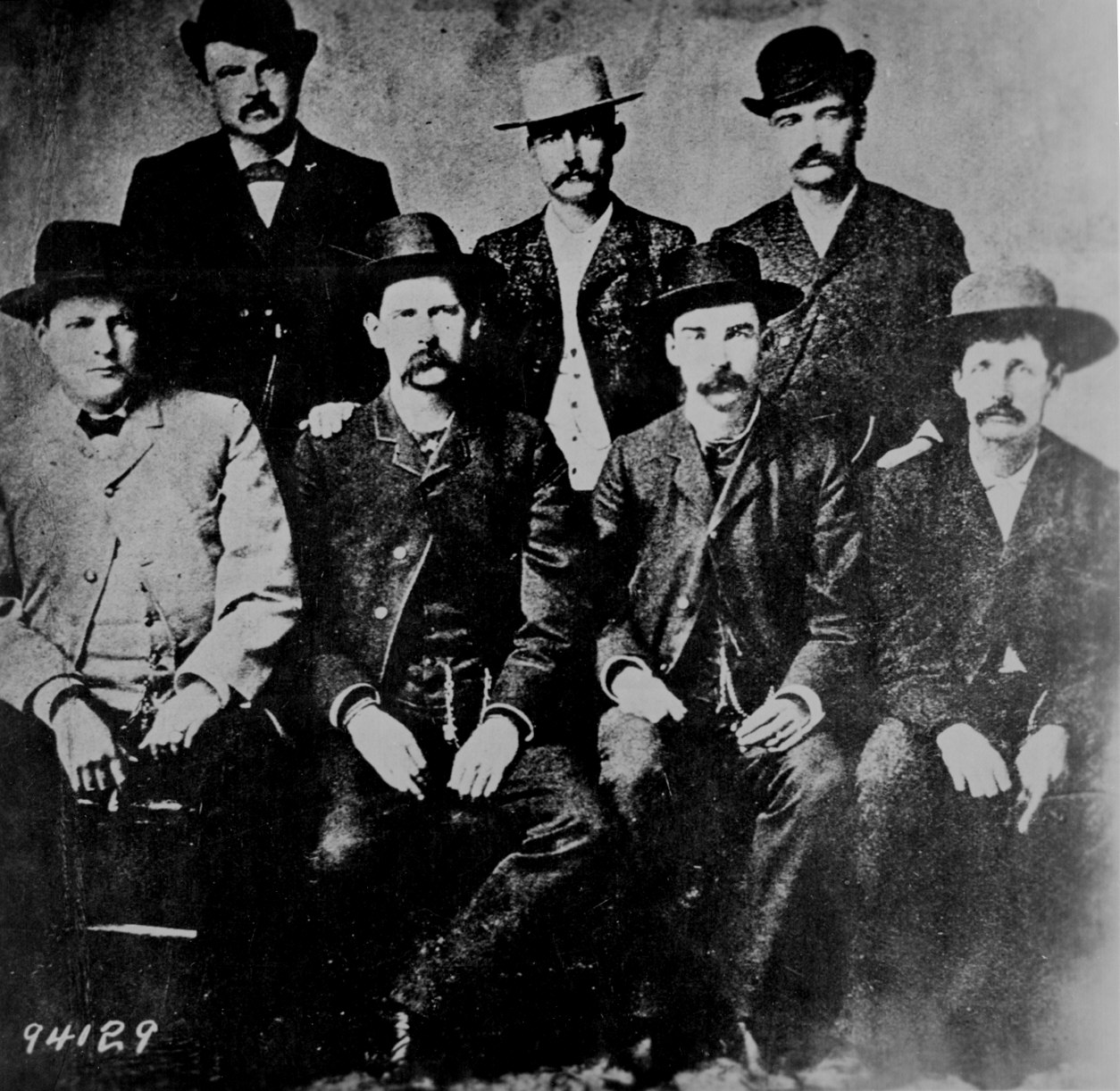
Comisión de paz de la ciudad de Dodge City (1883); sentado, segundo desde la izquierda, Wyatt Earp.

La aparición de poblados, negocios y demás infraestructuras en los territorios del Oeste motivó la necesidad de hacer respetar la ley y perseguir a los delincuentes. Las armas proliferaban, pues todo aquel que emigraba al oeste iba armado para repeler posibles agresiones. Se estima que durante la «fiebre del oro», cada prospector llevaba un arma. Al oeste llegaban también toda clase de gentes, entre ellos delincuentes y marginados potencialmente violentos y muy dispuestos a infringir la ley. A pesar de que la mayor parte de la gente eran sencillos trabajadores, el crimen tuvo también su protagonismo en la expansión de la nueva frontera.
Por regla general, las pequeñas poblaciones eran tranquilas porque sus habitantes solo querían asentarse y prosperar. Los forasteros eran tenidos como honestos hasta que su conducta demostraba lo contrario. La sanción por alterar la convivencia de la comunidad era el desprecio público, que empujaba al infractor a marcharse. El duelo y los tiroteos eran una forma admitida de solucionar diferencias. Sin embargo, disparar por detrás, hacerlo de lejos o emboscar, eran considerados una cobardía, además de ser ilegales. La justicia era distinta dependiendo de si el eliminado era un mexicano o un amerindio. El robo de un caballo era considerado un delito particularmente grave, por el que el infractor era usualmente ahorcado.
La presencia del sheriff (comisario) acompañó la expansión al oeste. Los datos más tempranos lo mencionan en los años 1823 y 1824 en la comunidad de San Felipe de Austin. Los nuevos asentamientos, crecidos alrededor de las vetas de mina, también requerían de sus servicios. El hecho de que el sheriff pudiera ser elegido por voto popular le daba a la elección una dimensión social que reflejaba los intereses y tensiones de la comunidad. También existía un cuerpo de alguaciles (marshals) encargado de ejecutar las disposiciones federales.
La duración del empleo del comisario era de dos a cuatro años, según las regiones. En sus labores podía valerse de asistentes, conocidos como deputy. En situaciones especiales o de emergencia podía nombrar a otros ciudadanos para que lo ayudaran. Esto dependía del llamado posse commitatus o poder del condado. En algunas jurisdicciones, sus funciones incluían la recaudación de impuestos y la ejecución de penas como el ahorcamiento, que podía hacerse en un patíbulo o bajo un árbol cualquiera. Generalmente no había preparación para este cargo.
En 1860 David J. Cook (que ejerció en los años 1860 y 1870, como sheriff y policía) publicó un libro llamado ¡Manos arriba! O veinte años de vida como detective en las montañas y en las llanuras, donde daba algunos consejos:

Cuando intentes arrestar a un desperado (delincuente), ten el revólver en tu mano o alístate para desenfundarlo (…) mi lema ha sido: «es mejor matar dos hombres que permitir a uno matarte».
Nunca confíes en el honor de un prisionero (…) nueve de diez no tienen honor.

Las leyendas del oeste han dejado muchos nombres propios, algunos de ellos variaron su vida entre el cumplimiento de la ley y la ilegalidad (Grattan Dalton, para el caso, antes de incorporarse a una reconocida pandilla prestó sus servicios como marshal). Wild Bill Hickok fue un pistolero de cuya muerte en un saloon surgió la combinación de póker conocida como «la mano del muerto». Wyatt Earp formó parte de la policía de Dodge City y protagonista del tiroteo de OK corral. Además de nombres propios, hubo también organizaciones locales muy renombradas como los Rangers de Texas, agencias de seguridad privada como la Agencia Pinkerton, grupos locales de ciudadanos llamados «vigilantes» como los Bald Knobbers en Misuri. También ejercieron justicia personajes folclóricos como el juez Roy Bean, etc.

### El rancho, los ganaderos y elcowboy

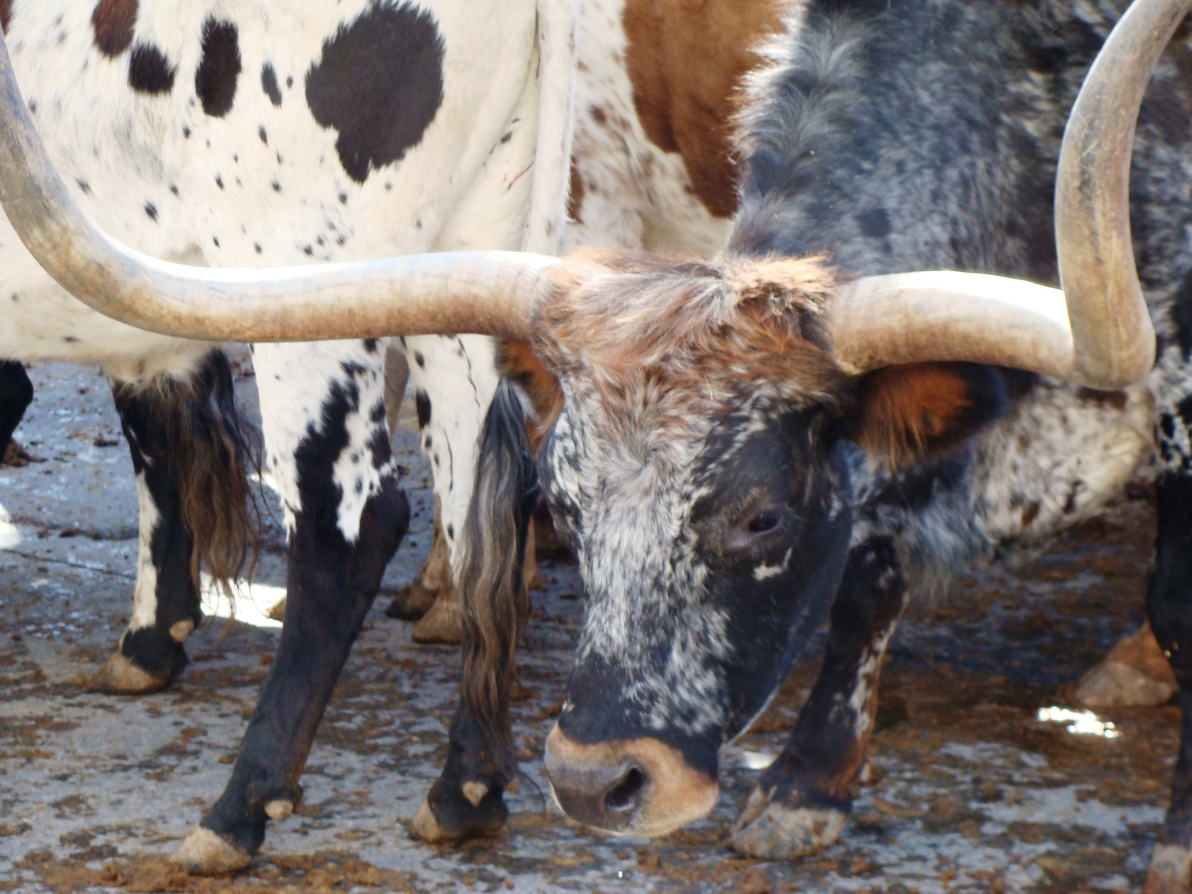
La raza Texas Longhorn, fundamental en el desarrollo de la ganadería estadounidense durante el. En aquella época se la llamaba simplemente Longhorn pues la denominación Texas le fue añadida cuando en el los ganaderos tejanos empezaron a criarla de nuevo para salvarla de la extinción.

El rancho estadounidense y la ganadería se desarrollaron principalmente en la región de Texas, y alcanzaron su apogeo después de la guerra civil. La raza bovina llamada Texas Longhorn proporcionaba carne para el consumo en la costa este y en Europa. El sistema de crianza, heredado de las primeras haciendas, consistía en marcar los animales con un hierro candente para identificar al propietario (branding), dejar libres a los animales durante su crianza y capturarlos a lo último por medio de los conocidos rodeos (roundup) para su posterior arreo a las ciudades ganaderas (cowtowns) y su despacho por tren hasta los mataderos de la costa este. La captura de las reses era realizada por los cowboys. Las reses nacidas en libertad que se separaban de su madre y quedaban sin dueño eran llamadas mavericks. Cualquiera podía marcarlas y adueñarse de ellas. Con la llegada de los pequeños propietarios que disputaban estas reses surgieron numerosas rencillas y los grandes rancheros utilizaron a los cowboys para combatir lo que ellos consideraban cuatrerismo.
Otra fuente de problemas fue la proliferación de cultivos y la delimitación de las propiedades con vallas de alambre de púa hacia 1880. Poco a poco los antiguos terrenos libres se transformaron en campos de cultivo. Sucedió también que hubo inviernos muy duros en Kansas, Colorado (1885 y 1886), Montana, Wyoming y Dakota en 1887. Todos estos factores hicieron declinar la era de los grandes ranchos, que sobrevivieron comprando las mejores tierras y cambiando sus sistemas de crianza. El cowboy, por su parte, siguió siendo empleado para las labores de ganadería.
Renombrados ganaderos y comerciantes dejaron su huella en la industria, tales como John Chisum que llegó a reunir unas 80 000 cabezas de ganado, Jesse Chisholm, conocido hombre de negocios; Joseph McCoy, impulsor de la ciudad de Abilene; Charles Goodnight, inventor del chuckwagon, etc. Algunas mujeres participaron también en esta actividad. Es el caso de Elizabeth E. Johnson, cuya cabaña ganadera llegó a valorarse en unos dos millones de dólares.

#### Cowboy

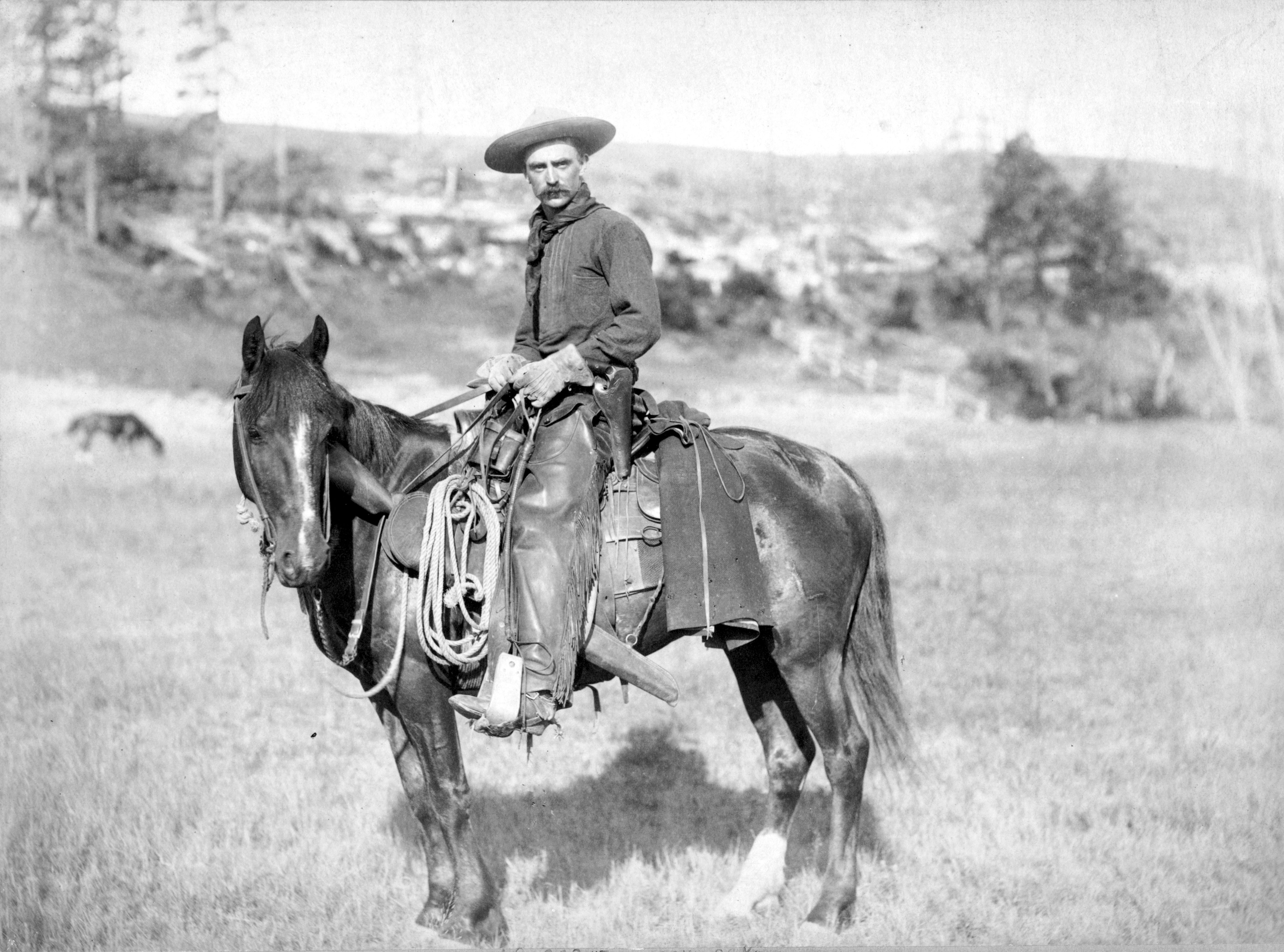
Según Deadwood Dick en su libro: «las más importantes preocupaciones de un vaquero son su pistola y su caballo».

Los cowboys estadounidenses heredaron su oficio de los vaqueros mexicanos que habitaban el suroeste y oeste del país, desde Texas a California. Después de la guerra de Secesión, su labor cobró auge con el inicio del transporte del ganado desde Texas hacia el norte del territorio, desde donde era luego distribuido. Esta labor necesitaba jinetes diestros y resistentes que garantizasen el traslado del rebaño. Los vaqueros formaban un verdadero brazo armado al servicio de los grandes ganaderos, los cuales se quedaban con la mayor parte de las ganancias. Era gente heterogénea, pues había antiguos soldados, afroestadounidenses, mexicanos, etc.; en su mayor parte, jóvenes e iletrados.
Las rutas surgidas del transporte a campo traviesa se hicieron legendarias (en promedio un viaje cubría alrededor de 16 a 24 km diarios), tales travesías estuvieron plenas de durezas y peligros. Por sus servicios los vaqueros ganaban alrededor de un dólar al día. Una vez pagados, la mayoría de ellos se dirigían a los burdeles, salones y casas de apuesta de las ciudades ganaderas. Desde esa época el cowboy se transformó en la más prominente encarnación del mito de la frontera.
Uno de los vaqueros más renombrados de la época fue Nat Love ―más conocido entre los ganaderos como Deadwood Dick―. De raza negra, dejó sus memorias en un libro llamado Vida y aventuras de Nat Love (en 1907), hecho a la medida de las dime novels (novelas de diez céntimos). La relación de hechos y personajes de esta pequeña obra, además, hace dudar de su contenido.
Aunque, en palabras del mismo autor, los hechos son ciertos.
A pesar de esto, los relatos son reflejo de la vida de los vaqueros en el lejano Oeste, de sus tareas diarias, las largas travesías, las escaramuzas con mexicanos, bandidos, amerindios, etc. Retrata también su personalidad:

Se supone que [el cowboy] no sabe lo que significa el miedo y les aseguro que son pocos los que saben el significado de esa palabra.

Y también el orgullo de serlo: 

Montado en mi caballo favorito, mi larga reata en la mano, mi pistola en mi cinturón y las grandes llanuras que se extiendian por millas y millas, de las que cada rincón me era familiar, sentía en ese momento que podía desafiar al mundo.

### Chinos y japoneses

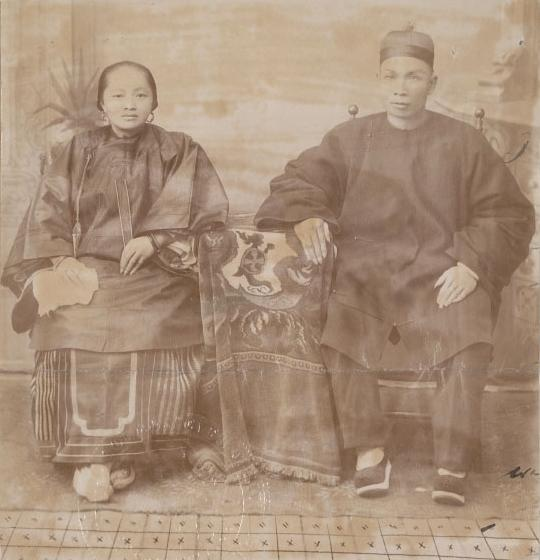
La comunidad china contribuyó en gran medida al desarrollo del oeste estadounidense.

Se calcula que unos 300 000 chinos emigraron hacia los Estados Unidos entre 1854 y 1882, huyendo de la hambruna y la inestabilidad política. Una cantidad significativa de los forty niners eran de esta etnia. Para los primeros emigrantes asiáticos, California era la «tierra de la montaña dorada». Contribuyeron notablemente a la expansión del ferrocarril y al cultivo de frutas. En lugares como San Francisco formaron comunidades o Chinatowns y asociaciones de ayuda mutua.
La mayor parte de las lavanderías de esa época eran regentadas por chinos, debido a que los mineros —en su mayoría hombres— no lavaban su ropa y las mujeres —de quienes se esperaba que hicieran esta labor— eran escasas en el oeste. La población china estaba formada sobre todo por hombres porque las mujeres chinas tenían prohibida la entrada, probablemente para evitar el crecimiento de esta etnia. Como en todas las comunidades de presencia mayoritaria de hombres, hubo florecimiento de casas de juego y prostitución que dieron mala fama a las chinatowns.
Muchos problemas de la época, como el desempleo y caída de salarios, fueron achacados a los chinos. Esto provocó revueltas en Los Ángeles (1871) y San Francisco (1877), por lo que muchos de ellos optaron por refugiarse en las grandes Chinatowns. El conflicto llegó a tal punto que el congreso emitió un decreto de exclusión para los ciudadanos chinos (chinese exclusión act) en 1882. En dicho decreto se prohibía la entrada a todos los chinos, excepto a los profesores, estudiantes, mercaderes, turistas y oficiales. La emigración desde Asia continuó a comienzos del siglo XX, pero más de Japón. Alrededor de 1900, un 80.7 % de todos los chinos y japoneses estaban asentados en el oeste.

### Mexicanos
Por su parte, los mexicanos que permanecieron en Texas tras la anexión fueron considerados legalmente ciudadanos del país, y el tratado de Guadalupe Hidalgo estipuló que sus posesiones serían respetadas. Sin embargo, la vaguedad de las leyes permitió numerosos fraudes y muchos de ellos perdieron sus tierras. La minería atrajo a otros colectivos de latinoamericanos, pero fueron desplazados por europeos y angloparlantes. Además fueron gravados con impuestos para extranjeros y sufrieron discriminación racial.
En los años 1870, los antiguos pueblos mexicanos se convirtieron en barrios agrupados en torno a una iglesia. Los mexicanos formaron asociaciones benéficas y también de carácter político. Fundaron además periódicos en español. A diferencia de los emigrantes angloparlantes o europeos, los mexicanos eran despreciados, vivían con bajos salarios y estaban sometidos a una fuerte presión social para asimilar la cultura estadounidense. En Texas, aunque la mayoría de la población era de origen mexicano, sólo los que tenían dinero podían oponerse al dominio de la minoría angloparlante. En la década de 1880, surgió una organización extremista llamada las «Gorras Blancas», que utilizó la violencia para defender a los mexicano-estadounidenses. La población de mexicanos disminuyó entre los años 1856 y 1910, pero a comienzos del siglo XX, conflictos internos en México causaron nuevas emigraciones.

### Mujeres

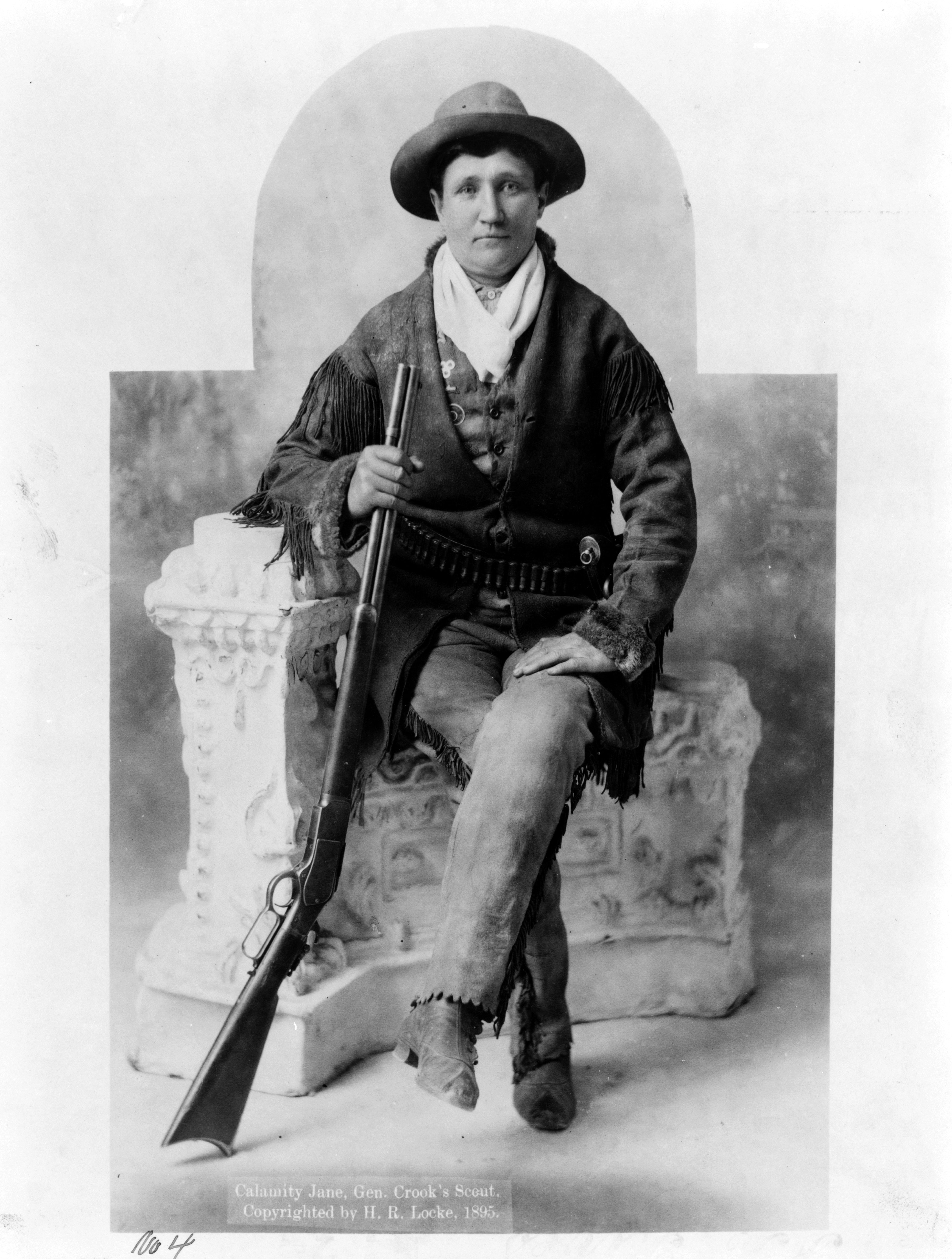
Calamity Jane

En general, el papel de las mujeres en los Estados Unidos fue muy secundario durante el siglo XIX. Raras veces fueron admitidas en instituciones superiores de educación. Su salario era la mitad del de un hombre. No tenían derecho al voto, asunto particularmente conflictivo después de la guerra civil. Tampoco tenían pertenencias pues prácticamente todo era propiedad del marido. No estaba bien visto que una mujer hablara y expresase su opinión. Según el decir general: «el mundo era de los hombres». Esta discriminación era apoyada por supuestos «expertos» en educación que decían que el cerebro de las mujeres era más pequeño que el de los hombres y que, por eso, las chicas no podían aprender tanto como los chicos.
A pesar de esto, las mujeres fueron ganando terreno en diferentes áreas de la vida económica o cultural. Empezaron a trabajar en fábricas, a escribir en periódicos y algunas pocas alcanzaron la enseñanza secundaria. Un hecho particularmente importante fue la apertura del primer college para amerindias cheroquis, en 1851: el Cherokee National Female Seminary en Park Hill, Oklahoma. En 1869 en el estado de Wyoming, bajo el auspicio de la jueza de paz Esther Hobart Morris fue aprobada una ley que otorgaba el voto a las mujeres y les permitía ser elegidas para cargos públicos. La ley no fue vetada por el gobernador estatal. Luisa Ann Swain, de setenta años de edad, fue la primera mujer en emitir el sufragio.
La participación de la mujer en la vida del oeste fue un importante factor de estabilidad. Los cambios más importantes tanto en los poblados como en las ciudades ganaderas provinieron de gentes de clase media (especialmente mujeres) que fomentaron la unidad de la comunidad a través de escuelas e iglesias. Las nativas amerindias, por su parte, fueron fundamentales en la vida de sus familias al participar en las actividades diarias y dar fortaleza y consistencia a los suyos. Además se creía que una mujer era más indicada para las actividades de curación.
Entre las mujeres que dejaron su nombre en el oeste destacan Calamity Jane, conocida como el «diablo blanco de Yellowstone»; Annie Oakley, diestra tiradora y famoso personaje del show de Buffalo Bill; Nellie Cashman, prominente empresaria y activa en obras sociales; Belle Starr, delincuente; Sarah Winnemuca, portavoz de los nativos amerindios; Sacajawea, parte de la expedición de Lewis y Clark; Julia Archibald Holmes, primera mujer en escalar el pico Pikes en Colorado, etc.

### Montañeses

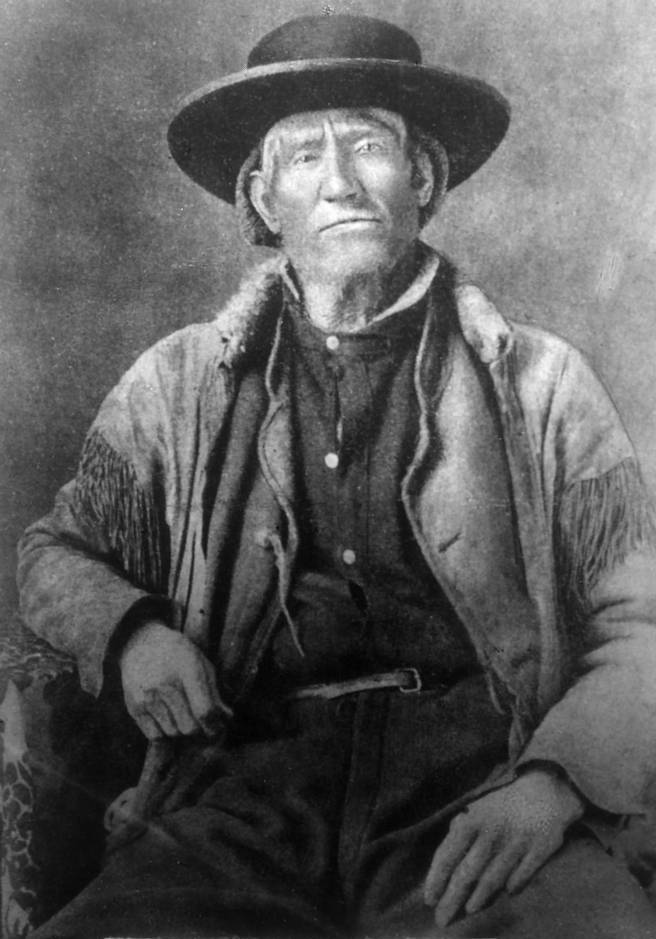
Jim Bridger, personaje pintoresco de la frontera.

El montañés (mountain man) fue un aventurero que se adentró en el oeste para la caza y posterior comercialización de pieles de animales, principalmente de castor. Aunque su imagen esté rodeada de un cierto romanticismo, en realidad fueron agentes al servicio del creciente comercio de pieles. La intención era no depender de los amerindios para su obtención. Este oficio cobró notoriedad cuando en 1822 William Henry Ashley propuso a los montañeses proporcionarles los pertrechos necesarios para adentrarse en las montañas a cambio de la mitad de las pieles conseguidas en un año. El negocio llegó a su final poco después de 1840 cuando los europeos dejaron de vestir sombreros de pieles de castor —animal que ya estaba casi extinguido—. También por la entrada en el mercado de la seda asiática, que se convirtió en un producto de lujo en los dos continentes.
La vida de estos cazadores fue azarosa y solitaria. Iban con lo estrictamente necesario. Comían lo que encontraban, ya fueran frutos silvestres o animales. Estaban expuestos a peligros diarios, como osos, serpientes, nevadas, inundaciones. Además tenían que convivir —o enfrentarse— con los nativos de la zona. Llevaban el pelo largo para demostrar que no tenían miedo que les arrancasen el cuero cabelludo.
Algunos reconocidos montañeses fueron: Jedediah Smith, aventurero que encabezó largas expediciones; James Beckwourth, que huyó de la esclavitud; Jim Bridger, al cual un historiador llamó «un atlas del oeste»; Kit Carson, protagonista de muchos sucesos de la frontera, etc.

### Bandidos

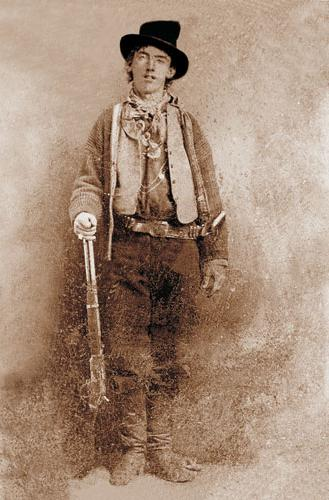
Billy the Kid

Las armas fueron un elemento habitual en la vida del salvaje Oeste. Colonos, bandidos, militares y servidores de la ley utilizaban fusiles, carabinas y revólveres para defender la tierra y las personas, pero también para perpetrar delitos. El revólver era parte del atuendo habitual. Después de la Guerra de Secesión, muchas personas desposeídas y acostumbradas a la violencia llegaron al oeste. Los delitos más frecuentes eran el cuatrerismo, el asalto de diligencias, de bancos y trenes, los homicidios y linchamientos, etc. Las ciudades atraían a multitud de empresarios y comerciantes, pero también a pistoleros, prostitutas, proxenetas y apostadores. Las ciudades ganaderas se revolucionaban cada vez que llegaban los vaqueros.
Aunque el Oeste ha pasado a la historia como una época salvaje y violenta, hay quien opina que se trata de una exageración. Algunas investigaciones sugieren que los delitos eran relativamente infrecuentes y que, aunque el promedio de homicidios era particularmente elevado, se debía más a la propia existencia de armas y otros factores como el frecuente consumo de alcohol y las disputas.
Los libros, las películas y los dime novels (novelas de diez centavos), han dedicado muchas páginas a los criminales o desperados, como se decía entonces. Los titulares de los periódicos, no pocas veces exagerados convenientemente, eran muy leídos en la Costa Este. Toda esta literatura forjó la leyenda del Oeste como un territorio brutal y salvaje, y debido a ello surgió el epíteto de «salvaje Oeste». Muchos malhechores del Oeste han pasado a la posteridad: Joaquín Murrieta cuya muerte generó muchas especulaciones; Billy the Kid, que tuvo una vida corta —murió con apenas veintiún años—, ha sido objeto de numerosas producciones western; Jesse James fue considerado como un Robin Hood moderno, aunque sus actos eran más propios de un delincuente en busca de fortuna; John Wesley Hardin, a quien se le atribuyen numerosas muertes; Sam Bass, perseguido incesantemente por los Rangers de Texas, Butch Cassidy y Sundance Kid, famosos asaltantes de trenes y bancos, etc. Hubo también bandas criminales como la de los hermanos Dalton o la de Dodge City, que tuvo en sus filas a hombres de la ley.

### Militares

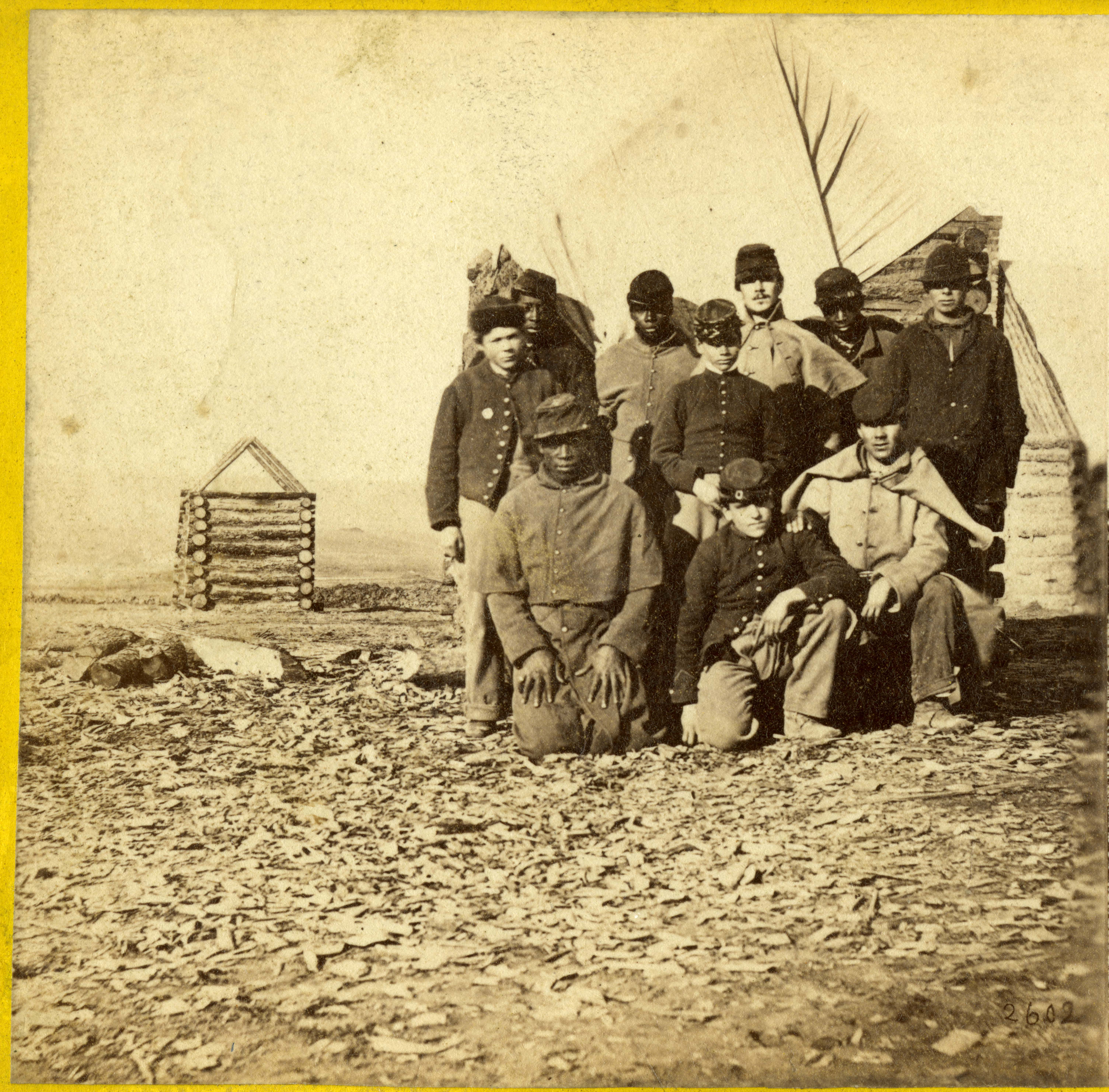
Soldados del Ejército de la Unión.

Antes de la Guerra de Secesión, los militares de la frontera tenían la misión de proteger a los pioneros del peligro que suponía atravesar o asentarse en las tierras de los nativos. La llegada de los pioneros a las tierras ancestrales de los amerindios fue motivo de continuos conflictos. La intromisión periódica de nuevos colonos y prospectors en tierras otorgadas por el Gobierno, hizo surgir numerosas reyertas en las cuales los militares eran apoyados por los colonos. Entre sus funciones estuvo el vigilar los caminos establecidos para el paso de pioneros.
La Guerra de Secesión no tuvo un impacto directo en los amerindios del oeste, pero el Gobierno aceleró la ocupación de estos territorios, para asegurarse que estuvieran dentro del sistema político de la Unión. En Arizona, Utah y California, para el caso, había un sentimiento a favor de la causa sureña; por lo cual fueron enviados militares para asegurar el control de la zona.
Después de la Guerra de Secesión, muchos militares pidieron ser transferidos a la frontera para poder seguir en el ejército. Allí terminaron de formarse en los innumerables conflictos contra los nativos. Los pueblos amerindios, por su parte (principalmente los de las grandes llanuras), a través de los años fueron adquiriendo caballos y armas, lo que los dotó de una respetable fuerza militar, aunque en muchos casos el armamento consistía en su mayor parte en arcos y flechas. Las campañas emprendidas se iniciaron una vez que el Congreso del país permitió el uso de las tierras de dominio público (en el oeste) para el desarrollo económico. Algunos de los peores excesos cometidos contra los amerindios ocurrieron en este período. Por ejemplo, en un levantamiento sioux en Minnesota fueron ahorcados treinta y ocho individuos (1862), la mayor ejecución pública en la historia de los Estados Unidos.
Entre los militares que protagonizaron diversas acciones bélicas o de negociación, están: el general George Armstrong Custer, derrotado con su regimiento en la batalla de Little Big Horn; el general George Crook, hábil militar y parte de comisiones gubernamentales; el general Philip Henry Sheridan, al que se le atribuye la frase «un buen indio es un indio muerto»; el coronel John Milton Chivington, quien al mando de un grupo de voluntarios ejecutó la masacre de Sand Creek en Colorado; el general James Henry Carleton, emplazado en Nuevo México para desplazar de sus territorios a apaches y navajos, etc. También destacó William Tecumseh Sherman, quien había aplicado la táctica llamada de la «tierra quemada» en los estados del sur, durante la Guerra de Secesión. Aunque cruel, se creía que era indispensable para obtener la victoria, y que la muerte y el sufrimiento eran inevitables. Entre otras acciones, se había impedido el canje de soldados prisioneros, solo con el fin de disminuir el número de las tropas enemigas, aun cuando fueran muriendo de hambre poco a poco; hubo desconsideración hacia los civiles a la hora de los ataques, destruyendo sus propiedades, y se redujo sin consideración los recursos económicos del enemigo, con graves consecuencias para la población.

### Buffalo Bill

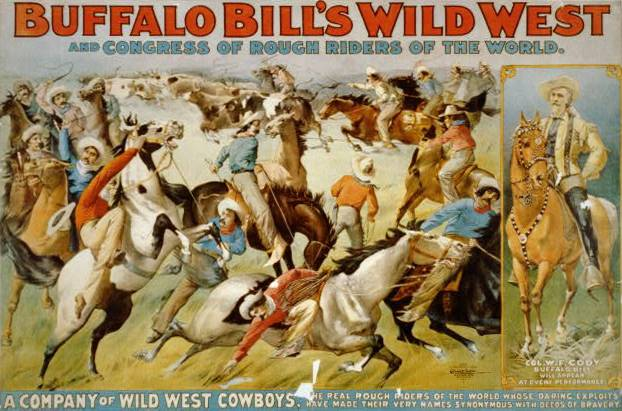
Póster del show de Buffalo Bill (1899).

William Frederick Cody, más conocido como Buffalo Bill, fue el promotor de un famoso espectáculo teatral conocido como el Buffalo Bill's Wild West and Congress of Rough Riders of the World que fue exhibido en Estados Unidos y Europa durante treinta años, a partir de 1883. Antes de eso, trabajó como mensajero del Pony Express y también de scout. Sirvió asimismo en el ejército de la Unión. Según él, se ganó el sobrenombre al haber cazado 4280 búfalos. Después de la guerra, sirvió carne de este animal a los trabajadores del ferrocarril de la Kansas Pacific Railroad. Su fama comenzó a finales de los años 1860 cuando el escritor Ned Buntline le hizo el héroe de muchas de sus novelas baratas o Dime Novels. Desde 1872 hasta 1883 protagonizó diversos melodramas, principalmente en Scouts of the Plaíns, del mismo Buntline. En la guerra contra los sioux de 1876, se atribuyó la muerte del cheyenne Yellow Hand en combate singular, en Warbonnet Creek.
Este show, con sus exagerados dramas y recreaciones, ayudó en gran medida a crear los estereotipos del viejo oeste. En él aparecían personajes con nombres propios como el célebre Toro Sentado y la tiradora Annie Oakley (uno de los personajes más recordados). El mismo Cody se esmeraba en encarnar el mito del oeste ante el público. Las representaciones requerían cientos de personas, el escenario era gigantesco y las escenas incluían cacerías de búfalos, robos de trenes o guerras contra los nativos como la última batalla del general Custer. Todas las escenas debían parecer realistas. Una parte importante del show eran los amerindios, a quienes retrató como el «antiguo enemigo, ahora amigo», y les mostraba en sus pósters en aparente igualdad. Otro destacado papel lo tenía el cowboy, que hacía gala de su independencia y arrojo. Su actuación estaba un tanto idealizada ya que no participaban actores de raza negra, quienes en realidad sí se dedicaron al oficio. El espectáculo de Buffalo Bill alcanzó proporciones de verdadero emporio y llegó a rivalizar con el popular circo de P. T. Barnum. El Wild West Show fue exhibido en lugares como Roma o Londres. Su influencia en las producciones modernas ha sido determinante.

## Tecnología y comunicaciones
La incesante migración de personas hacia el oeste motivó el desarrollo de nuevas industrias, empresas e infraestructuras.

### Servicios postales

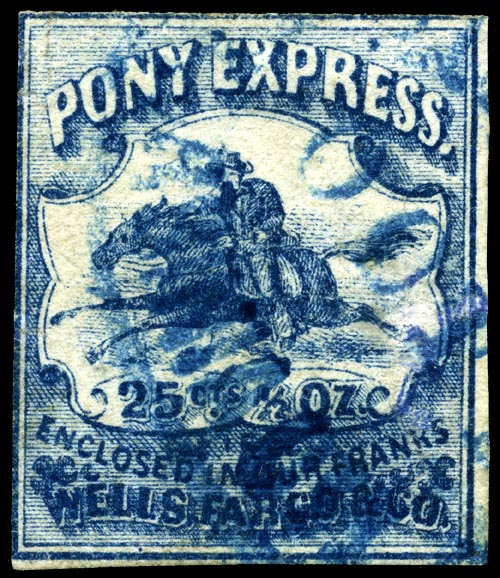
La estampilla contiene la imagen de un jinete del Pony Express y el nombre de Wells Fargo como emisora del sello. Ambas empresas dejaron su huella en el oeste estadounidense.

El servicio moderno de mensajería express fue iniciado en el año 1839 por William F. Harnden. Entre las diversas compañías que surgieron para ofrecer este tipo de servicios, la más famosa fue la que fundaron Henry Wells y William Fargo. Estos dos empresarios comenzaron su actividad en 1844 con la Western Express, un servicio que cubría las rutas de Buffalo a Chicago y de Cincinnati a San Luis por medio de diligencias, barcos de vapor y caravanas de carretas. Después de formar parte durante un tiempo de la American Express Company, Wells y Fargo se independizaron y fundaron otra compañía de nombre Wells, Fargo & Company abriendo oficinas en las ciudades de San Francisco y Sacramento. Esta empresa desempeñó un importante papel en la expansión de la frontera de los Estados Unidos, monopolizando las líneas de transporte de plata y otros bienes entre Nevada y San Francisco. Un año después, su negocio alcanzó un valor de un millón de dólares al año.
La anexión de California en 1850 y la fiebre del oro impulsaron una fuerte migración a este territorio, a consecuencia de lo cual, el Servicio Postal de los Estados Unidos se quedó pequeño para satisfacer la creciente demanda postal entre los pioneros y sus familias. Surgieron por ello empresas privadas que ofrecían estos servicios. Una de ellas, el Pony Express, estableció la ruta St. Joseph (Misuri)-Sacramento (California) que se cubría con postas de caballos dispuestas aproximadamente cada 20 km. El servicio era tan eficiente que el cambio de animal tardaba dos minutos y la ruta completa alrededor de 10 días. La tarea requería de gran valentía, puesto que el jinete atravesaba áreas inhóspitas y peligrosas frecuentadas por forajidos. El Pony Express llegó a tener 190 estaciones, 500 caballos y 80 jinetes, entre ellos William Cody, más conocido como Buffalo Bill. El servicio duró dieciocho meses (de abril de 1860 a junio de 1861, como compañía privada; como ruta de correo hasta el 26 de octubre de 1861). Su declive llegó con la expansión del telégrafo y algunos problemas financieros.

### Ferrocarril

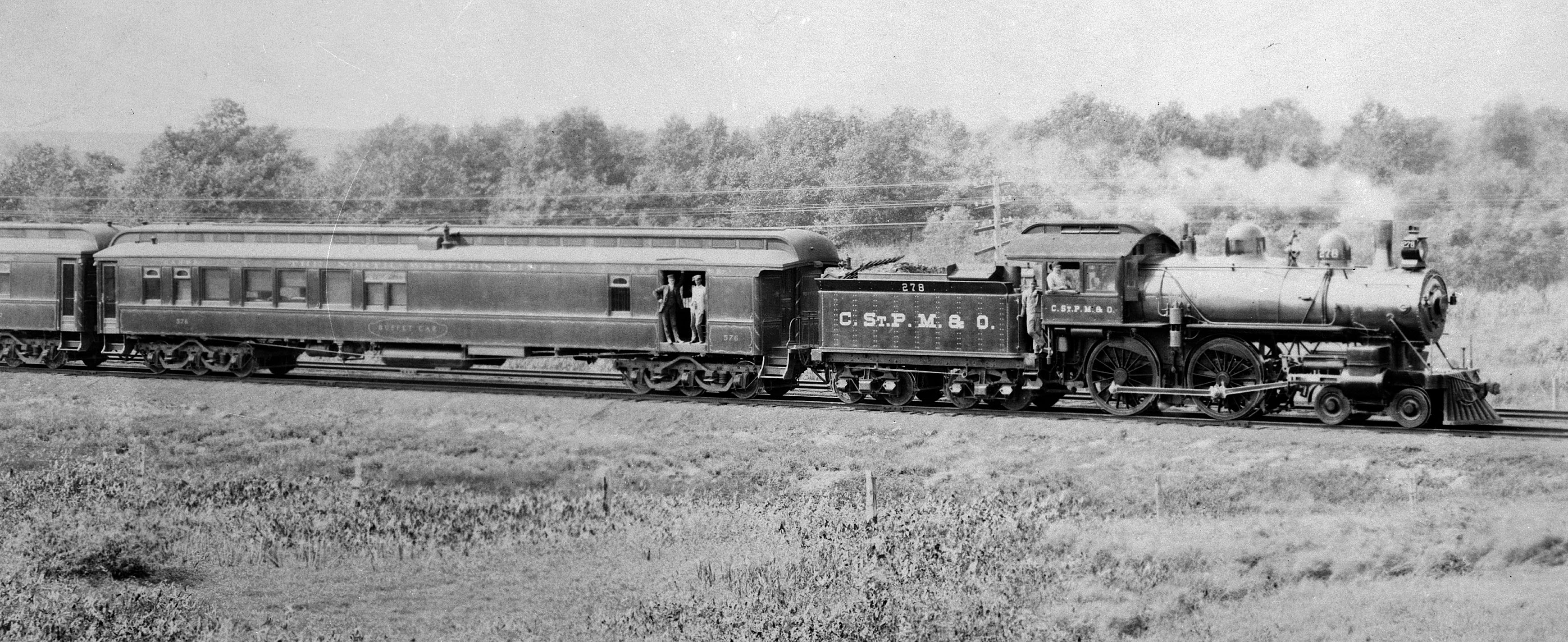
El ferrocarril marcó el inicio de los «grandes negocios».

El tren fue para muchos el icono del crecimiento económico. Para otros, sin embargo, fue motivo de temor. Su aparición permitió el abastecimiento de industrias (carbón, acero), e inició lo que vino a denominarse como el «gran negocio» (big business). Su progreso fue impulsado decididamente por el gobierno.
Bajo el mandato del presidente Abraham Lincoln se dio el empujón final al proyecto de unir la costa este y el Pacífico. Las primeras líneas se hicieron posibles gracias a una ley de 1862, la Pacific railway Act. Nueve años después, en 1871, las líneas del ferrocarril abarcaban 128 millones de acres. La construcción de las infraestructuras ferroviarias era muy costosa, por lo que los promotores pidieron ayudas al gobierno. Con el tiempo, la mayoría de las compañías de ferrocarriles vendieron las tierras previamente asignadas por el estado para recaudar capital y estimular otro tipo de negocios, como granjas y nuevas poblaciones, para así asociarlas con la industria. La ciudad que se transformó en el centro principal de este tipo de negocios fue Chicago, que llegó en los años 1890 a ser la segunda ciudad más poblada de los Estados Unidos, solo por detrás de Nueva York.
Con la mencionada ley de ferrocarriles de 1862, la Union Pacific Railroad y la Central Pacific Railroad recibieron la adjudicación para la construcción del primer ferrocarril transcontinental de Estados Unidos. La primera construyó la línea desde Omaha en Nebraska, y la segunda la línea desde Sacramento, California. Las obras sufrieron muchos contratiempos, entre ellos la carencia de rieles y el problema de su transporte. Como había escasez de mano de obra, la Union P. contrató a soldados y la Central P. a chinos.
Gracias al dinero que pagaba el gobierno por cada kilómetro construido, la interconexión entre las dos costas se convirtió en una competición entre las dos compañías para ver quien llegaba antes. Las líneas de la Union Pacific y la Central Pacific se encontraron el 10 de mayo de 1869 en Promontory, Utah, después de muchas disputas laborales, enfrentamientos con los amerindios y adversidades climatológicas. Todo ello fue motivo de un amplio regocijo popular. Sin embargo, esa satisfacción general por la construcción del ferrocarril, se veía empañada por el temor a que esta industria formase un monopolio. Con los años surgieron otras vías: la Northern Pacific (completado en 1883) y la Southern Pacific Line que completó una línea entre Nueva Orleans, San Francisco y Los Ángeles ese mismo año.
La expansión de este medio de transporte incentivó la compra de territorios por parte de las compañías ferroviarias, con objeto de fomentar el tráfico de personas y el comercio. Esto se hizo exagerando las características del terreno, para atraer al posible comprador. Desde 1850 a 1910, aparecieron numerosos pueblos debido al paso del ferrocarril, muchos de ellos de corta duración, pésima reputación y malas condiciones de vida. Sin embargo, algunos de ellos como Tacoma, Reno, Fresno y Albuquerque consiguieron prosperar.

### Armas

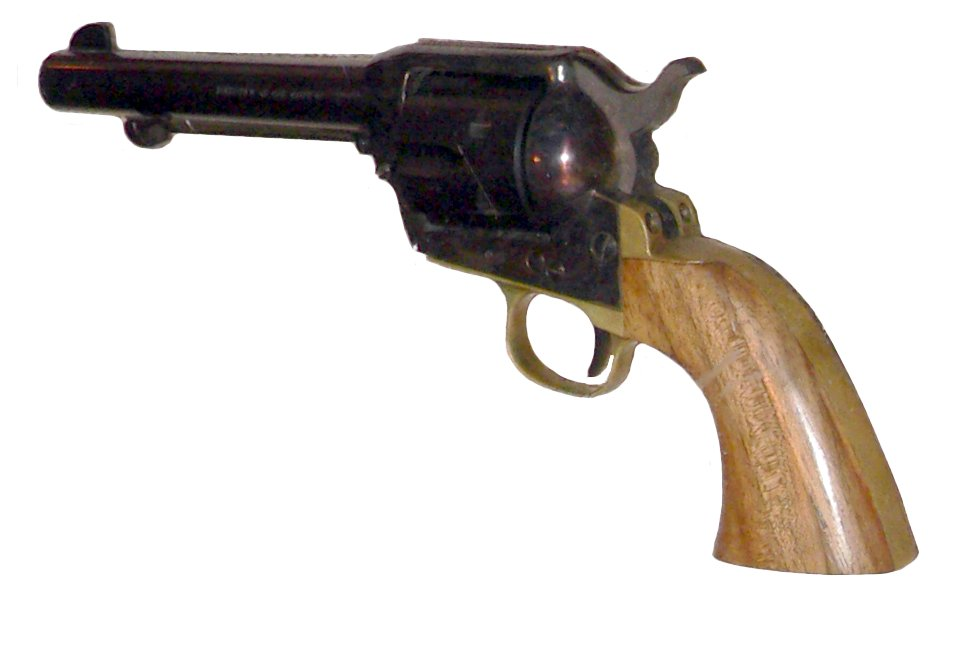
Un Colt .45 Peacemaker.

En muchas de las áreas territoriales, donde la ley y la autoridad fueron inexistentes, las armas personales sirvieron para la defensa de los pioneros y como parte integral de su vida diaria. Entre la variedad de armamento personal estuvieron los revólveres, fusiles, carabinas y escopetas, igualmente usados por cazadores, bandidos, actores, militares y la misma autoridad. Las compañías sobresalientes de producción eran las que manufacturaban los revólveres Colt y los fusiles Winchester, a ambas se les atribuye el mote de «las armas que conquistaron el oeste».
El revólver Colt .45 (inventado por Samuel Colt) fue inmensamente popular a finales del siglo. Se conseguía por 17 dólares en envío por correo. El modelo del año 1873 (llamado Single Action, Peacemaker o Frontier) fue usado por el ejército en dos diseños: uno para la caballería y otro para la artillería; ambos se conocieron como .45 Long Colt (.45 LC). Para los civiles se fabricaron muchos modelos entre los que variaba el tamaño del cañón, siendo este de 4 ¾ a 12 pulgadas. Este revólver fue nuevamente producido en 1956 por su demanda en las películas de cine y televisión. En general su aceptación se debió por su diseño simple y la certeza en las distancias cortas, haciéndola un arma ideal para la defensa personal y la cacería.
Otro inventor, Oliver Winchester, organizó en 1867 lo que fue la Winchester Repeating Arms Company. Su jefe de planta (B.T. Henry) diseñó el fusil Henry, usado en pequeñas cantidades en la Guerra de Secesión, el cual fue el precursor de los fusiles y carabinas Winchester, populares en el oeste. Las que alcanzaron mayor fama fueron los modelos de 1873 y 1894. El primero de ellos fue producido como fusiles y carabinas cuyo cañón tenía un largo que variaba entre 14 y 36 pulgadas. Debido a su enorme producción se convirtió en un arma de uso común.
En 1883, un vendedor de la compañía se enteró del diseño de un fusil monotiro manufacturado por un tal John Moses Browning. El modelo fue comprado y enviado a la fábrica para su revisión, y no tardó mucho para que la empresa comprara los derechos y encomendara a Browning el diseño de los fusiles Winchester, desde 1883 hasta 1902. Por su parte, el modelo de 1894 era un fusil de cacería muy popular producido durante 110 años consecutivos con un gran número de versiones, y primero de su clase en vender por encima del millón de copias. La variante más emblemática de esta arma es la de calibre .30-30, al que también se le adjudica ser el fusil que más simbolizó el romanticismo del viejo oeste.
A pesar de la popularidad del armamento, las poblaciones y sus líderes reclamaron un mayor control, pues su fácil compra no hizo más que invitar al peligro y la violencia. Hacia la década de los 1880 hubo una mayor protesta, hasta el punto de pedir la total prohibición de portación de armas. Un periódico de Montana en 1884 opinaba así: 

Vemos muchos vaqueros prepararse para el trabajo del invierno y la primavera. Todos piensan que es absolutamente necesario tener un revólver. De las más tontas opiniones, esta es la peor.

Incluso, una asociación de rancheros de Texas de la época impidió a sus vaqueros portar revólveres. El periódico Texas Live Stock Journal de 1884 mostró estas palabras: 

El revólver de seis tiros con sus letales cargas es una peligrosa compañía para cualquier hombre, especialmente si desafortunadamente alguien está borracho de whisky. Los ganaderos se deben unir en hacer cumplir la ley en contra de portar armas letales.

Otras armas fueron usadas en el oeste por el ejército en los conflictos contra los amerindios, entre ellas el obús, y el fusil Springfield Modelo 1873; también la compañía Smith & Wesson ha sido un importante fabricante de armas personales, etc.

### Caballos

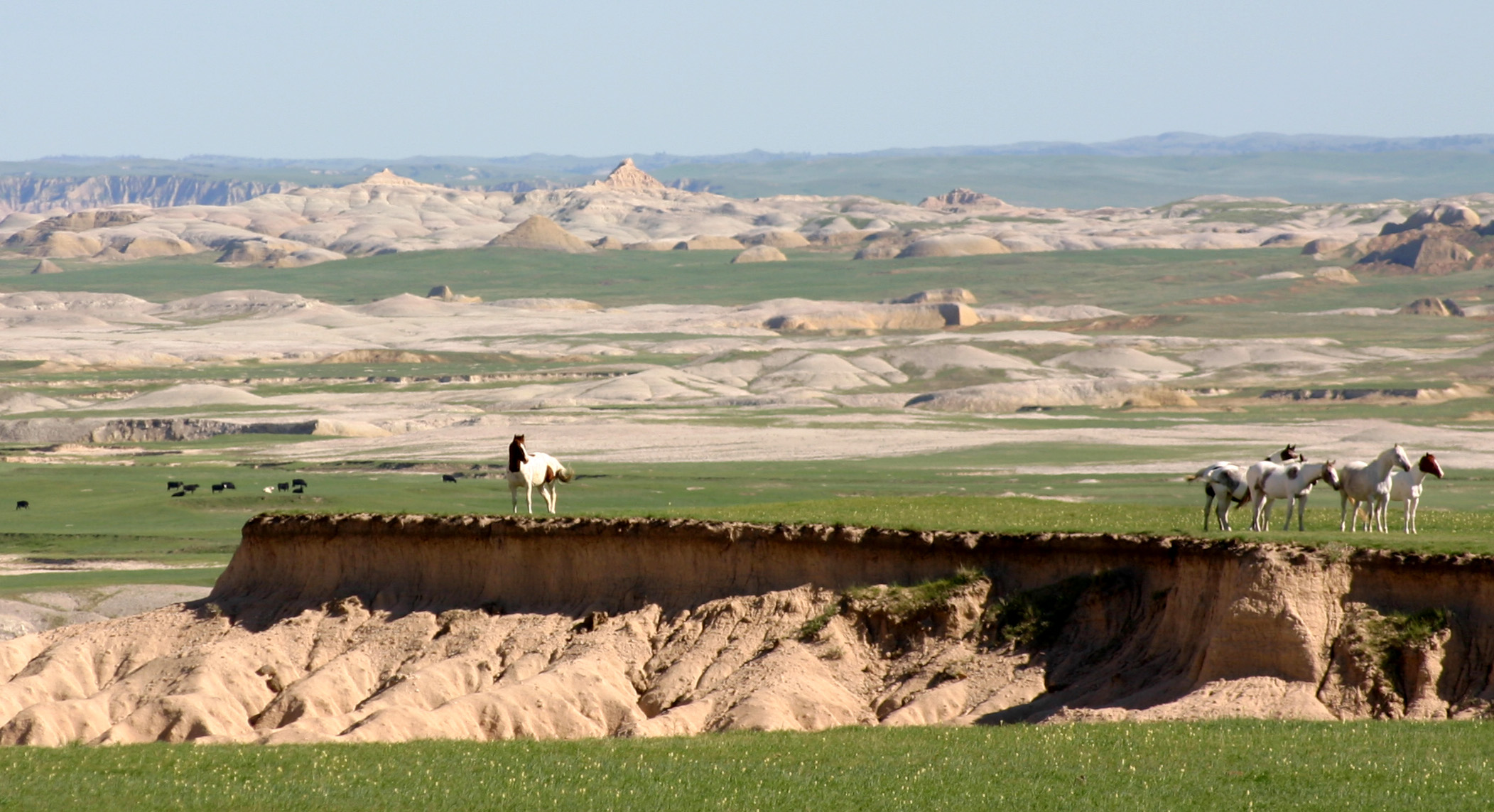
El caballo salvaje aún puede ser visto en zonas de California, Oregón, Idaho, Montana, Wyoming, Utah, Nevada, Arizona, Colorado y Nuevo México.

Antes de la expansión de la frontera, el uso del caballo estaba muy extendido entre las naciones amerindias de las grandes llanuras y a su alrededor existía toda una cultura. El caballo fue introducido por los españoles en el siglo XVI y las tribus amerindias capturaron ejemplares durante los enfrentamientos que sostuvieron con ellos. La más significativa fue la rebelión pueblo de 1680 en Nuevo México por la que los ute, navajos, apaches y comanches se hicieron con este animal.
A finales del siglo XVIII, todas las tribus de las praderas tenían caballos, que llamaban ponies. Su uso favoreció la caza del búfalo, esencial en la vida de las tribus. El caballo fue símbolo de prestigio y riqueza, y la destreza en su manejo todo un distintivo personal. Las técnicas de guerra se desarrollaron de forma sustancial. La relación de estas naciones con el caballo fue objeto de diversas manifestaciones artísticas, incorporándose de esta forma al romanticismo existente alrededor del oeste estadounidense.
En el siglo XIX, los caballos fueron muy importantes para los pioneros, que los usaron en sus desplazamientos hacia el oeste. Los caballos tiraban de las carretas, pero también de los vagones y los arreos de labranza.
Para el vaquero, el caballo —que era llamado Bronco— era su posesión más preciada. Primero lo dejaba vagar libremente de dos a tres años. Después lo capturaba y comenzaba a entrenarlo para hacer de él un cow horse, apto para el arreo de ganado. Las llanuras estaban pobladas de caballos salvajes que eran conocidos como mustangs. Algunos se habían escapado, otros fueron abandonados o nacieron en libertad. Algunos rancheros soltaban ejemplares de ciertas razas de caballo para favorecer el cruce y la reproducción en libertad. Cualquiera que los capturase podía quedarse con ellos. Llegado el momento, los animales eran utilizados en las labores de arreo de ganado, u otra requerida.
Con la llegada de los vehículos motorizados, muchos caballos fueron abandonados. Al final del siglo XIX, muchos caballos salvajes fueron exportados a las guerras de Europa y África para su uso en el campo de batalla. Este fue el caso de las guerras de los Bóeres y el conflicto hispano-estadounidense. A comienzos del siglo XX, el mustang estuvo cerca de la extinción. Esto provocó que en 1971 se promulgara una ley para su protección y la del burro (Wild Free-Roaming Horse and Burro Act).

### Carretas y diligencias

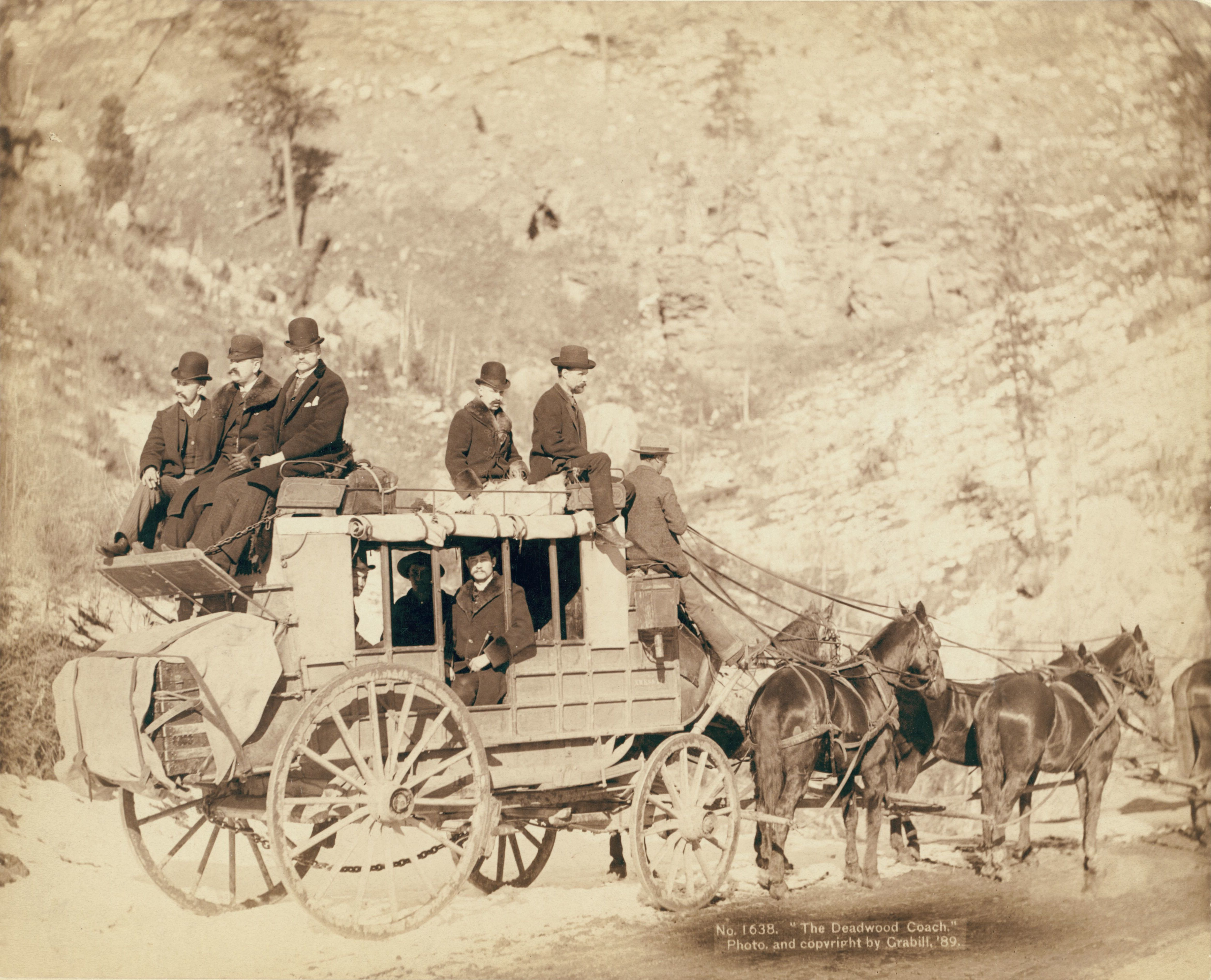
Las diligencias estaban tiradas por cuatro o seis caballos distribuidos en parejas.

Las carretas (covered wagons), conocidas como schooners, eran los vehículos que se utilizaban habitualmente en las migraciones hacia el oeste. El vehículo era de consistencia ligera para no agotar a las bestias que tiraban de él. En su interior se llevaba lo esencial para el viaje. El equipaje típico de un pionero incluía harina, frijoles, tocino, café, fruta seca, azúcar y vinagre; además del vestuario, utensilios de cocina, herramientas de labranza, libros escolares, la Biblia, instrumentos musicales, medicinas y repuestos para el vehículo. En su interior viajaban únicamente los enfermos y los niños. Una caravana de carretas recorría unos 24 km diarios (15 millas), por diversos terrenos y parajes.
La diligencia, por su parte (especialmente la conocida como Concord Stagecoach), fue fabricada originalmente en 1827. Primero se empleó con provecho para el transporte de correo y después para el de personas. En 1857 John Butterfield sr. ganó un contrato para llevar correspondencia desde San Luis a San Francisco en 25 días.
Entre las particularidades de este vehículo estaban los correajes de cuero por debajo de la estructura, a manera de suspensión, que le daba cierta comodidad. Antes de la llegada del ferrocarril, la diligencia era la forma más importante de transporte transcontinental.
Para el transporte de valores, la diligencia era custodiada por hombres armados con carabinas o escopetas. Un dicho popular de la época decía que éstas «podían ser cargadas el domingo y ser disparadas toda la semana».
Durante el viaje, el conductor hacía sonar una trompeta para avisar de su llegada en pasajes estrechos. Según un testimonio: 

Sus largas notas (...) provocando ecos a través de las montañas, sonaban muy románticas.

 Mark Twain escribió acerca del vehículo:

El Concord Stagecoach era como una cuna con ruedas.

 Con todo, el viaje distaba de ser cómodo. La comida en las estaciones era mala, el lodo y el polvo eran intolerables, y durante las noches los viajeros dormían en corrales o al aire libre. El final de las rutas de diligencias llegó entre 1900 y 1915 con la inauguración del servicio de autobuses.

## Ciudades y pueblos

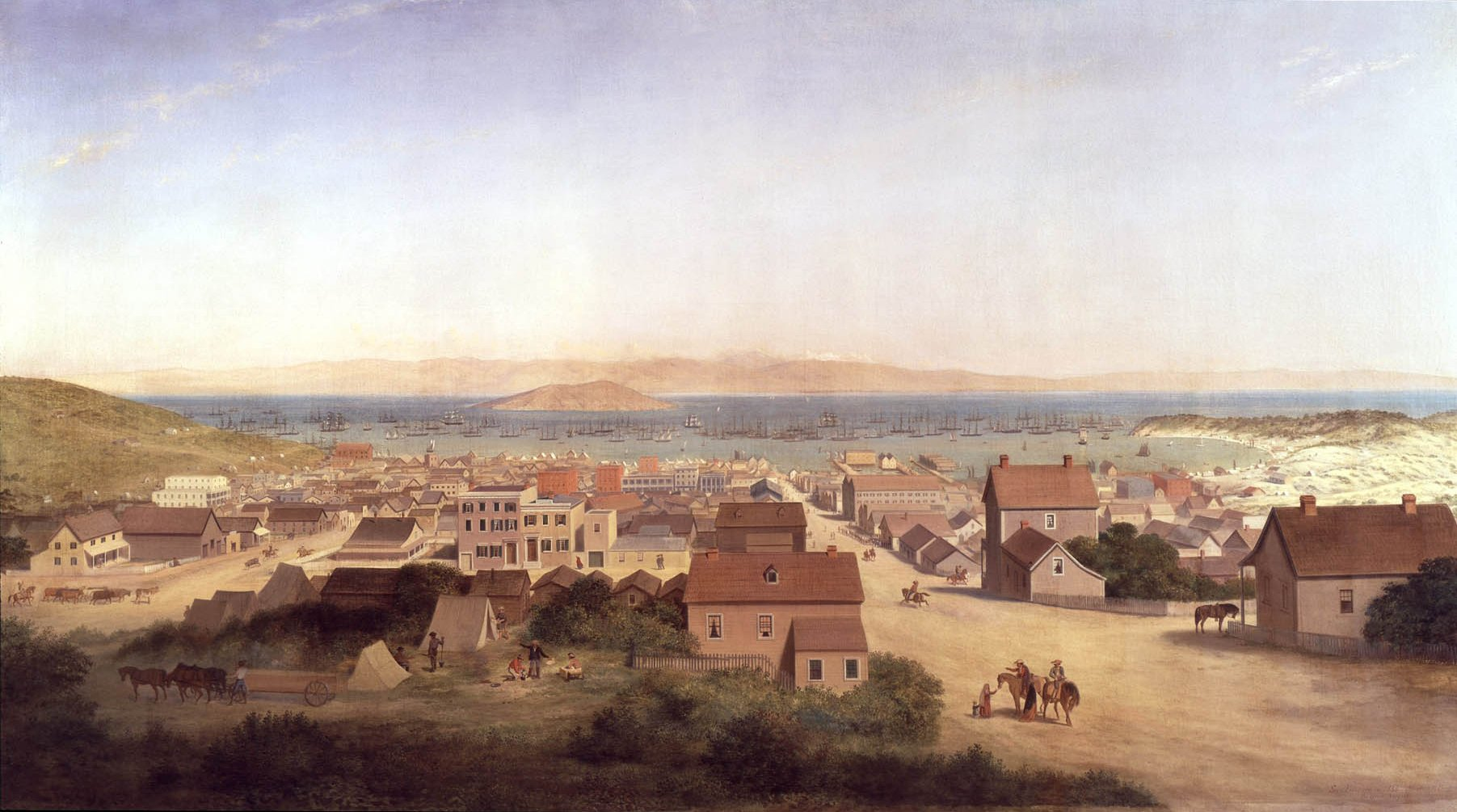
Vista de San Francisco, California, en la segunda mitad del.

En este periodo, circunstancias tan diversas como aprovechar un recurso natural —minería— o desarrollar un negocio rentable, hacían aparecer con cierta rapidez asentamientos humanos conocidos como boomtowns. Las ciudades ganaderas (cow towns o cattle towns), por ejemplo, eran el destino de las rutas para el despacho del hato hacia grandes ciudades, y sede también de actividades relacionadas con la ganadería. En las líneas de ferrocarril surgían ciudades en cada estación. Hubo grandes metrópolis que albergaron florecientes industrias o importantes centros financieros. Todo este desarrollo conllevó la aparición de hospedajes, saloons, casas de juego y prostíbulos.
Muchos de estos asentamientos fueron abandonados al cesar su razón de ser. Las localidades mineras, además, causaron graves daños ecológicos al instalarse sistemas hidráulicos que devastaron los recursos naturales de la zona. Algunas de estas urbes sobrevivieron a la posteridad, gracias a su rica historia: Dodge City era conocida en toda la nación como una ciudad violenta; Tombstone era llamada «la ciudad demasiado enérgica para morir»; Deadwood surgió de la riqueza minera de las Colinas Negras; Tucson estaba localizada en asentamiento muy antiguo; Abilene pasó rápidamente de ser un villorrio a un importante centro de negocios ganaderos; St. Joseph fue un importante eje comercial en el río Misuri, etc.
En el oeste crecieron ciudades que rivalizaron con los grandes asentamientos de Chicago y Nueva York en el este. Tal es el caso de San Luis, que era el segundo puerto más importante a mediados del siglo, y punto de inicio de diversas rutas hacia la costa del Pacífico. La historia de San Luis discurre paralela a la época dorada del vapor de ruedas del río Misisipi. San Francisco, por su parte, fue un gran centro industrial, comercial y financiero. Importantes compañías madereras, mineras y del ferrocarril la convirtieron en su sede, y con ello se convirtió en la ciudad más destacada al oeste de las Montañas Rocosas.

### Fuertes

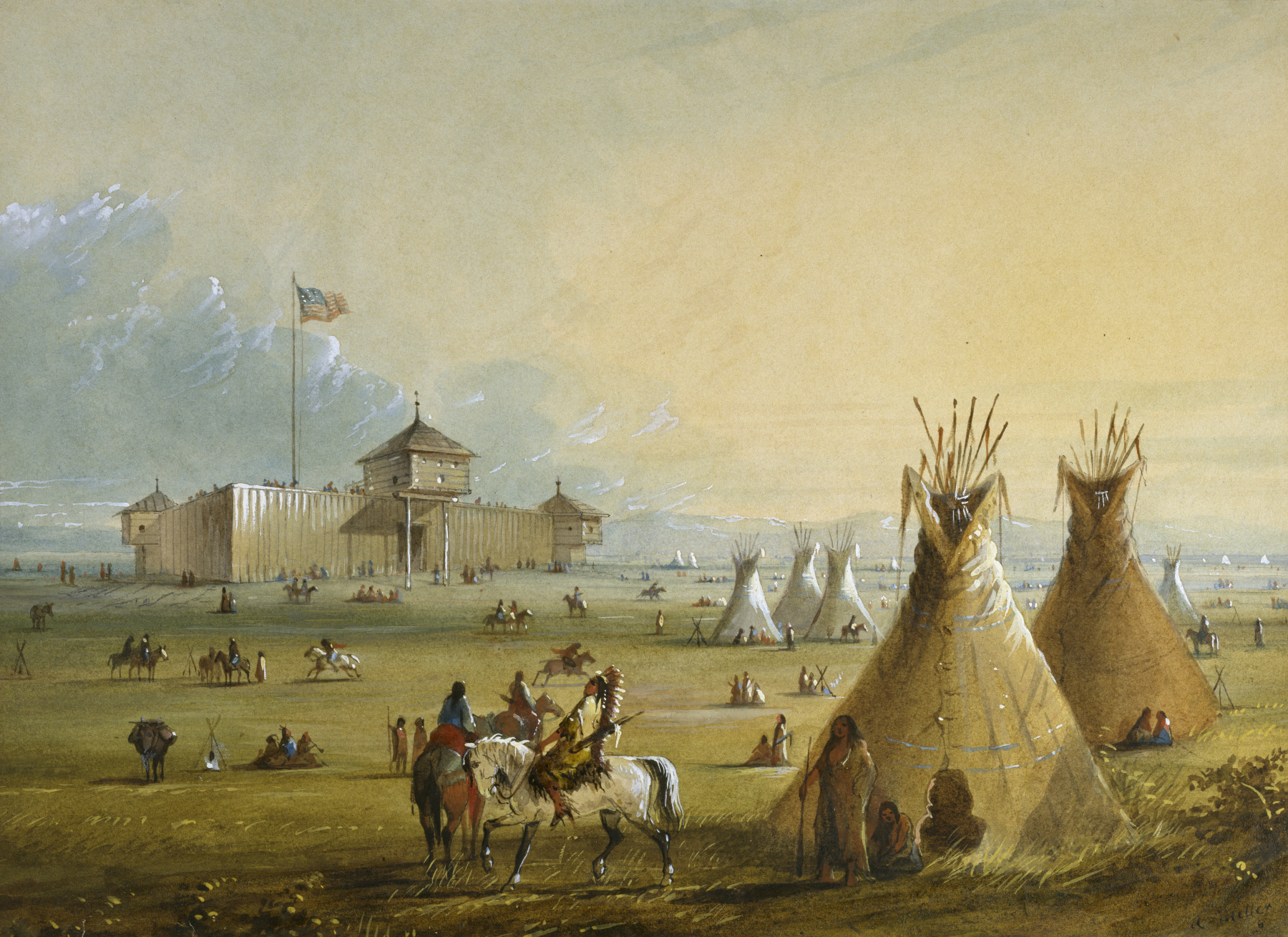
El fuerte Laramie en Wyoming según una pintura de Alfred Jacob Miller.

Los fuertes (forts) estaban localizados por todo el territorio estadounidense. Sus instalaciones se usaban como emplazamientos defensivos, como puntos de intercambio comercial, protección de los pioneros o sedes de negociaciones y firma de tratados entre el gobierno y los amerindios. Los regimientos allí acantonados tenían también la misión de impedir la entrada de colonos en las tierras de los nativos. Una vez terminada su necesidad eran abandonados.
Los primeros fuertes no fueron sólidamente erigidos. Algunos se construyeron bajo tierra o con una simple empalizada. A medida que se incrementaron las migraciones, el ejército acampó en las fortificaciones existentes, o erigieron otras nuevas. Los materiales de construcción variaban según el territorio donde estaba localizado el fuerte: en el desierto se usaba adobe; en los bosques, madera; en terrenos pedregosos, piedra. En suma, para ser designado un sitio como fortificación, debía haber un contingente asignado permanentemente en el lugar. Los edificios sobrevivientes de la época son preservados por su valor histórico y son un punto de interés turístico.
Hubo fuertes muy destacados. En Wyoming estaban: el fuerte Laramie, que albergó importantes tratados en 1851 y 1868 entre representantes del gobierno y amerindios; el fuerte Phil Kearny, abandonado por las tropas militares e incendiado por cheyennes durante la guerra de Red Cloud. En Dakota del Norte: el fuerte Abraham Lincoln, considerado en su tiempo como el más grande e importante al norte de las Grandes Llanuras, el fuerte Mandan, erigido durante la expedición de Lewis y Clark. En Arizona: el fuerte Apache, que estuvo en servicio hasta principios del siglo XX; el fuerte Defiance, primer emplazamiento construido en territorio de los navajos. En Kansas: el fuerte Dodge, ubicado en las cercanías de la ciudad del mismo nombre; el fuerte Hays, construido para la protección de los trabajadores del ferrocarril, etc.

### Prostitución
En muchas ocasiones, las mujeres que se dirigieron al territorio oeste de los Estados Unidos no encontraron un futuro prometedor, pues en general las únicas opciones para vivir decentemente eran conseguir —con fortuna— un buen esposo o trabajar como empleada doméstica a cambio de un salario deficiente. La situación se agravaba con la escasa educación que muchas de ellas poseían, e incluso con el poco o nulo dominio del idioma inglés, pues no pocas eran extranjeras. En estas circunstancias, la prostitución era la alternativa más provechosa para tener unos ingresos económicos altos. Los términos para referirse a una prostituta eran variados, tales como «dama de la noche» (lady of the night), «palomas sucias» (soiled doves), «dama pintada» (painted lady), etc.
A medida que una mujer iba progresando en esta forma de vida, su estatus en una localidad se acrecentaba. Las que podían se asociaban con algún magnate u hombre de negocios y esta relación mejoraba mucho su aceptación en un pueblo. El siguiente escalón lo formaban aquellas que trabajaban en elegantes casas de citas (parlor houses). Se trataba generalmente de chicas de 18 a 30 años que estaban bajo la supervisión de una madam. En este lugar podían pasar el día tranquilamente, pero durante la noche se les exigía trabajar duro. Muchos de los clientes eran reconocidas figuras del poblado. Después estaban los burdeles que variaban entre los más elegantes y los más corrientes.
En las ciudades que se fundaban en la frontera, la llegada de prostitutas eran bien recibida por los hombres. A medida que el asentamiento crecía, las casas se ubicaban en el barrio rojo (red light district). La edad de las chicas variaba de 16 a 35 años. Después de retirarse, el destino de estas mujeres era dispar. Unas pocas llegaban a casarse, a formar algún negocio o a convertirse en madams. La mayoría, sin embargo, terminaban sus días sumidas en el olvido, la pobreza y el alcoholismo.

### Saloons

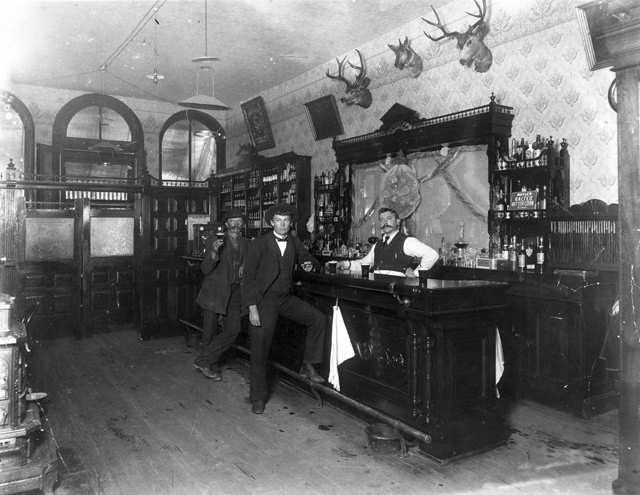
Interior de un saloon en Colorado (1897)

Los saloons, o bares, fueron un importante lugar de reunión en el Lejano Oeste. Se pueden encontrar antecedentes de estos establecimientos en las cantinas mexicanas de territorios como Nuevo México o en las tiendas de campaña donde se vendía licor en las nacientes localidades. Con el paso del tiempo, estos establecimientos se amueblaron con los distintivos por los que fueron después reconocidos: largas barras de caoba, enormes espejos, escupideras, tubos para apoyar los pies, etc. En los saloons se consumía mucho alcohol (principalmente whisky), y combinaciones extravagantes (algunas incluían pólvora). Algunas bebidas tenían nombres curiosos como «jugo de tarántula» (tarantula juice).
Estos sitios tenían su propio código de conducta, como no rehusar nunca una invitación o el menosprecio a clientes de minorías étnicas. En algunos pueblos, la gente se reunía en el saloon pero, en general, las mujeres no eran admitidas a menos que fueran una bailarina del lugar. Los saloons podían ser salas de baile, billares, restaurantes o alojar casinos con dados y los naipes. Algunos fueron el escenario del asesinato de importantes personalidades. Otros fueron administrados por agentes de la autoridad o reconocidos pistoleros.
Entre los saloons que pasaron a la posteridad por circunstancias diversas están el Bird Cage Theatre en Tombstone, donde murieron unas 26 personas; el Long Branch Saloon de Dodge City; el establecimiento número 10 de Nuttal & Mann's en Deadwood donde fue asesinado Wild Bill Hickok, el de La Mano del Muerto; el Jersey Lilly donde administró justicia el juez Roy Bean, etc.

### Ciudades fantasmas

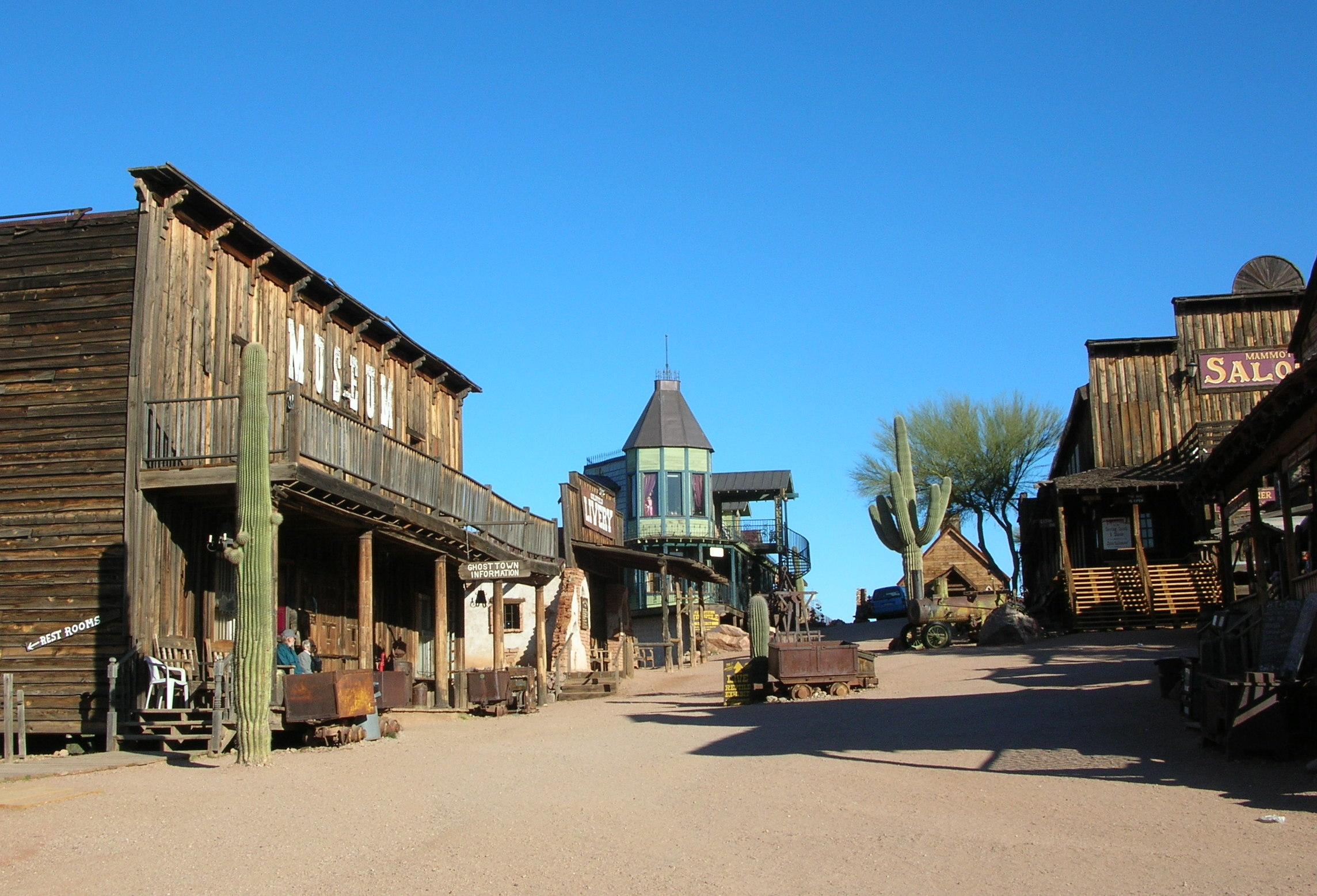
Ciudad fantasma en Arizona

Tras la expansión de la frontera hacia el Pacífico, numerosas ciudades fueron abandonadas. Estos poblados decayeron una vez que cesó la causa principal de su existencia. Algunos de estos lugares, incluyendo asentamientos amerindios y fuertes militares, han sido reconstruidos y se pueden encontrar réplicas exactas de las antiguas edificaciones. Muchos de ellos, además, son puntos de interés turístico. Entre los despoblados mejor conservados está el de St. Elmo, en Colorado. Esta ciudad dependía de las minas de la zona y llegó a albergar a unos 2000 habitantes. Al final terminó habitada por una sola familia antes de su abandono definitivo en 1952.

## Wéstern

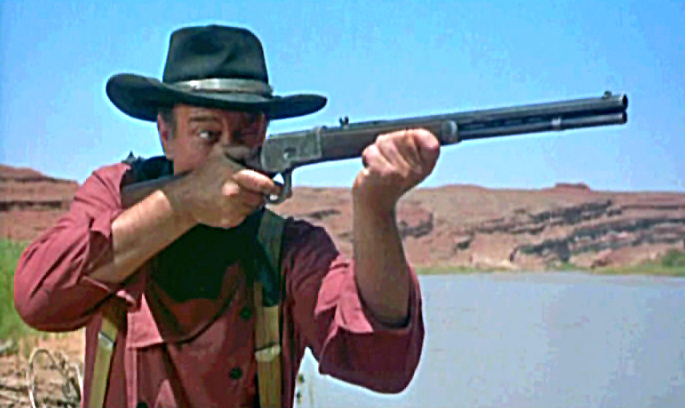
El actor John Wayne en una escena de la película Centauros del desierto (1956).

No hay ningún otro país que haya sabido popularizar mejor a través del arte los hechos y los protagonistas de la expansión de su frontera. El género western exhibió las tensiones entre el individuo y la comunidad, entre rancheros y granjeros; entre el amerindio, el colono y el militar (conocidos en el medio como pieles rojas, rostrospálidos y casacas azules), entre el Oeste agrícola y el Este industrial. Aunque no todas eran de buena calidad, estas producciones han cautivado la atención del público a través de los años. Héroes y villanos del viejo Oeste han sido elevados a niveles de leyenda en Estados Unidos y otros países, pues hay literatura y cinematografía hechas en Francia, Italia, España, México, República Democrática Alemana, República Checa, Rusia, e Inglaterra.
Después de la guerra de independencia, la frontera de los Estados Unidos estaba formada por los actuales estados de Pensilvania, Ohio, Kentucky y Tennessee. Ya por entonces existían producciones literarias que representaban las historias del oeste. Estas primeras obras fueron The Mountain Muse (1813) de Daniel Bryan, The Backwoodsman de James Kirk Paulding y Leatherstocking Tales de James Fenimore Cooper. Exploradores como Daniel Boone, Davy Crockett y la batalla del Álamo alimentaron muchas historias populares. Kit Carson fue el protagonista de The Prairie Flower de Emerson Bennet en 1849. En 1872, entraron en escena escritores como Mark Twain con Pasando fatigas (Roughing It) y Bret Harte con La fortuna de Roaring Camp (The Luck of Roaring Camp). A medida que la frontera se expandía más allá del río Misisipi, cambiaron los protagonistas y temas de este género literario. Con la nueva frontera, los hombres de la ley luchaban contra los villanos, los blancos contra los pieles rojas, el cowboy y el rancho; el amerindio considerado como un «noble» salvaje.
A finales de los años 1850, una firma neoyorquina conocida como The House of Beadle and Adams, lanzó las llamadas Dime Novels o «novelas de diez centavos», llamadas así porque estaban impresas en un papel barato de mala calidad. La primera serie completa fue Malaeska: La esposa del cazador blanco (Malaeska: The Indian Wife of the White Hunter, 1860). Tuvieron un gran éxito pues se vendieron sesenta mil copias en un año. En 1869, Edward Zane Carroll Judson, más conocido como Ned Buntline, hizo famoso a William Cody como Buffalo Bill, héroe de la frontera. Miles de títulos y cientos de autores mantuvieron la vigencia de estas publicaciones hasta los años 1960. También hubo revistas con temas western como Harper's, Atlantic Monthly, Saturday Evening Post y Collier's. Algunas veces los personajes estaban basados en personajes reales como Jesse James, Butch Cassidy, Sundance Kid, y Joaquín Murrieta.
Las historias incorporadas en libros aparecieron al inicio del siglo XX con autores como Zane Gray y Max Brand. Inglaterra lanzó los paperback books en 1935. Durante el apogeo del western, con la llegada de las series televisivas en las décadas de 1940 y 1950, se trasladaron las estrellas de la pantalla a las historietas. El llanero solitario (The Lone Ranger), por ejemplo, se mantuvo hasta 1994.
La cinematografía retomó las historias reales, románticas, ficticias y satíricas del viejo oeste. En 1903 aparecieron títulos como Kit Carson y El gran robo del tren (The Great Train Robbery). Entre los actores más populares de esta primera época se encontraban Tom Mix, William Boyd (Hopalong Cassidy) y Harry Carey. En los años 1920 y 1940, la mayoría de filmes fueron de bajo presupuesto, pero muchos actores se convirtieron en reconocidas estrellas, tales como Maureen O'Hara, Gary Cooper, John Wayne y James Stewart. En los años 1930 apareció el vaquero cantor (singing cowboy) con actores como Gene Autry, Tex Ritter y Roy Rogers. Hasta los años sesenta, los temas preferidos fueron el romance y las escenas de tiroteos, también abundaron los musicales, comedias y parodias. En los años 1950, el 34 % de los filmes producidos en Hollywood eran westerns y su escenario relativo al viejo Oeste.
Películas más sofisticadas y con historias más complejas y no muy bien definidos personajes buenos y malos, aparecieron en los años 1960 con el western crepuscular. Algunas se consideraron clásicos del género, con John Ford como uno de los principales directores, entre estas películas están La diligencia (Stagecoach, 1939); Duelo al sol (Duel in the Sun, 1946); El tesoro de Sierra Madre (The Treasure of Sierra Madre, 1948); A la hora señalada (High Noon, 1952); Los siete magníficos (The Magnificent Seven, 1960); La conquista del Oeste (How the West was won, 1962); Un hombre llamado Caballo (A man called Horse, 1970); etc. Lo acompañó el conocido como spaghetti western, realizado por cineastas europeos como Sergio Corbucci y especialmente Sergio Leone desde mediados los años sesenta, quien alcanzó el éxito con películas como Por un puñado de dólares, Por unos cuantos dólares más (Per qualche dollaro in più, 1965) y El bueno, el malo y el feo (Il Buono, Il Brutto, Il Cattivo, 1966), El halcón y la presa (La resa dei conti, 1966), y Los compañeros (Vamos a matar, compañeros, 1970). Destacando los actores Clint Eastwood, Lee Van Cleef y Franco Nero, así como las bandas de sonido de Ennio Morricone. También para la misma época se dio un fenómeno similar en el bloque del Este con el Western Rojo, con figuras como Gojko Mitić y películas como Los hijos de la Osa Mayor (1966), Lobos Blancos  (1969), Armado y muy peligroso (1977), Joe Cola-Loca (1964), o El petróleo, el bebé y los transilvanos (1981). 
El cine mexicano también comenzó a producir en esos años películas del género, particularmente conocidas como Chili western. Con exteriores ideales para el rodaje como en los estados de Zacatecas y Durango, donde las mismas compañías estadounidenses llegaban a filmar, comenzaron a desarrollarse con el cineasta Alberto Mariscal quien ha sido reconocido como su precursor. Algunos títulos comprenden Alma grande (1965), Jinetes de la llanura (1966), Todo por nada (1968), Los marcados (1971), Cinco mil dólares de recompensa (1974), El extraño hijo del sheriff (1982), y Río de oro (2011), entre otras.
Aunque ya no con la misma importante presencia en las carteleras, desde los años 1980 las películas western han variado en géneros: épicas como Bailando con lobos (Dances with Wolves, 1990); dramáticas como Sin Perdón (Unforgiven, 1992); o cómicas y ciencia ficción como Las aventuras de Jim West (The Wild Wild West, 1999) y Lucky Luke (2009); entre las más recientes está El asesinato de Jesse James por el cobarde Robert Ford en 2007. Con el advenimiento de la televisión, aparecieron las series que alcanzaron su cima entre 1959 y 1961, con hasta treinta títulos en antena; esta popularidad perduró hasta mediados de los años 1970. Entre las más reconocidas: Bonanza, La ley del revólver (Gunsmoke), El hombre del rifle (The Rifleman), Rawhide, El llanero solitario (The Lone Ranger), El Gran Chaparral (The High Chaparral), La familia Ingalls (Little house on the prairie), Dr. Quinn, Medicine Woman, etc. La lista de títulos, entre producciones televisivas y cinematográficas, sobrepasan las diez mil. El Western también fue representado en la radio con temas moralistas.

### Otras expresiones artísticas

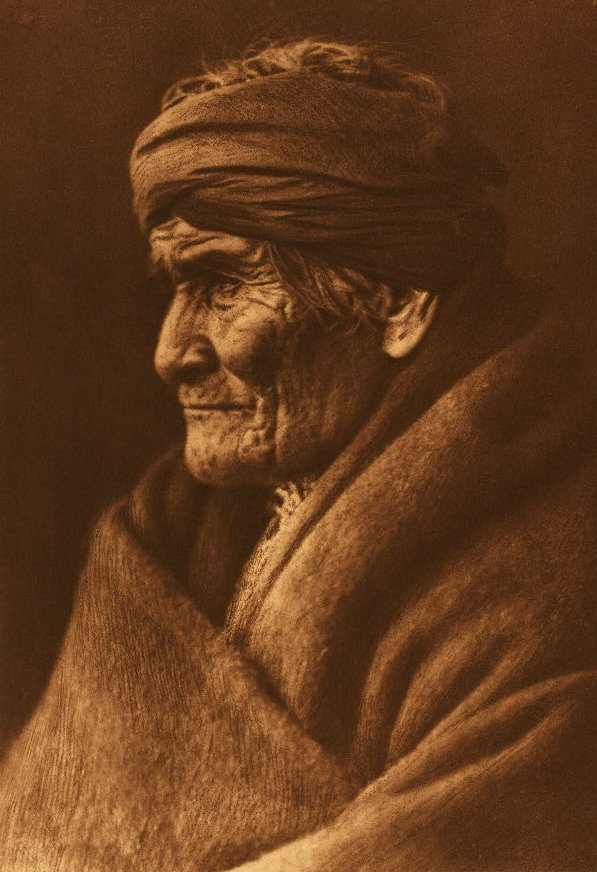
Retrato de Gerónimo por Edward S. Curtis.

Otras ramas del arte —no necesariamente consideradas dentro del género Western— han reflejado hechos y personajes al oeste del río Misisipi. En pintura, George Catlin mostró las costumbres de los nativos en su obra, mucho de lo que se conoce de los antiguos pobladores de las grandes llanuras se debe a él. También Frederic Remington, creó retratos realistas de los habitantes de la zona, pues tomó como protagonistas de sus trabajos a individuos cercanos a la vida al aire libre, entre ellos vaqueros, soldados y pioneros. Otros artistas de renombre fueron Charles Marion Russell, George Caleb Bingham, James Bama y Thomas Moran.
En fotografía son notables los nombres de William Henry Jackson cuyos trabajos fueron fundamentales para la creación del parque nacional de Yellowstone; también Edward Sheriff Curtis dedicó buena parte de su vida a fotografiar a los amerindios a principios del siglo XX, muestras reunidas en una obra llamada El indio norteamericano.
Asimismo, en poesía surgió una expresión del ambiente de los vaqueros (cowboy poetry). Aparecida después de la guerra civil, fue influenciada de diferentes manifestaciones culturales de la época, por las variadas nacionalidades y oficios de la gente que pobló el territorio; los temas comunes son los relativos a la naturaleza y a personajes de la época. Por otro lado, la llamada «música country» ha prestado muchos temas y aspectos del llamado «viejo oeste», pero la influencia de este no ha sido directa, puesto que las verdaderas raíces de este género han sido los múltiples aportes de los inmigrantes llegados a los Estados Unidos.
El autor Dee Brown, resume la cautela que hay que tener a la hora de aceptar lo que comúnmente se presenta al público como parte del «salvaje Oeste»:

Debemos aceptar el hecho de que el viejo oeste fue simplemente un lugar de magia y maravillas. Mitos e historias folclóricas forman la base de casi toda saga en la literatura del Oeste estadounidense. Ellos son el recreo y la alegría de los realizadores del cine y la televisión. Pero permítannos ser lo suficientemente inteligentes para aprender la verdadera historia para que podamos reconocer un mito cuando lo vemos.

Es también destacable la influencia de este género dentro del mundo de los videojuegos, siendo los representantes por excelencia Red Dead Revolver, Red Dead Redemption y Red Dead Redemption 2, ambos alabados por la crítica por su historia, personajes y aspecto visual, además de las mecánicas de juego y el detallismo encontrado en ambas entregas (más especialmente en la segunda).